# Moviment pels drets dels autistes

El símbol d'infinit amb els colors de l'arc de Sant Martí simbolitza l'espectre autista i el moviment per la neurodiversitat

El moviment pels drets dels autistes, també conegut com a moviment per la cultura autista, és un moviment social nascut a finals de la dècada del 1980 per iniciativa d'autistes que reivindiquen el seu dret a l'expressió de la diversitat humana, mentre lluiten contra l'exclusió. Les idees centrals d’aquest moviment d'apoderament són participar en l'autogestió de les persones amb autisme i defensar la neurodiversitat, rebutjant les polítiques eugenèsiques i les representacions negatives de l’autisme. Es posa en dubte la idea d’una «cura». Aquest moviment busca una millor comprensió entre persones autistes i no autistes, així com el seu dret a viure amb dignitat en la societat, amb les particularitats degudes als trastorns de l'espectre autista (TEA). Alguns activistes desitgen ser capaços d’expressar lliurement conductes causades per l’autisme, com ara la negativa a la socialització i les estereotípies. Altres donen suport a les intervencions per reduir o eliminar aquestes conductes. El 2004, l'associació Aspies For Freedom va sol·licitar el reconeixement de la comunitat autista com a minoria cultural. El 2008, l'ONU va definir els drets de les persones amb autisme a través de la Convenció sobre els Drets de les Persones amb Discapacitat, signada per 160 països el 2016.
El moviment té diverses associacions, la primera de les quals va ser Autism Network International (ANI), fundada el 1991. A més dels missatges dirigits a persones sense autisme i a professionals per compartir millor la seva subjectivitat, les persones amb autisme desitgen participar en les polítiques de salut pública que els preocupen i organitzar reunions especials per i per a la seva comunitat. L'Autistic Pride Day (Dia de l'orgull autista) es va crear el 2005. Hi ha una gran quantitat de pàgines web, vídeos i una abundant blogosfera dedicada a aquest moviment. Temple Grandin va ser la primera persona implicada als Estats Units d'Amèrica. La segueixen Jim Sinclair, Donna Williams a Austràlia, Michelle Dawson al Canadà, i Josef Schovanec a França. L’activisme en aquesta àrea continua essent anglosaxó. Alguns investigadors i professionals de la salut en el camp de l’autisme, inclosos Tony Attwood i Laurent Mottron, també recolzen el reconeixement de l’autisme com una diferència en lloc d'una malaltia a combatre.
Aquestes demandes són objecte de crítiques procedents de diverses procedències, principalment de pares de nens autistes, però també d'altres activistes i professionals de la salut. Subratllen les derives comunitaristes, el comportament dels activistes que nodreixen un sentiment de superioritat, els diagnòstics excessius o autodiagnòstics d’autisme, i la necessitat de tenir una cura pel benestar i del futur dels nens autistes. Aquest moviment sovint amaga o minimitza els problemes mèdics i socials que es produeixen per donar suport a persones autistes menys funcionals.

## Definició i descripció

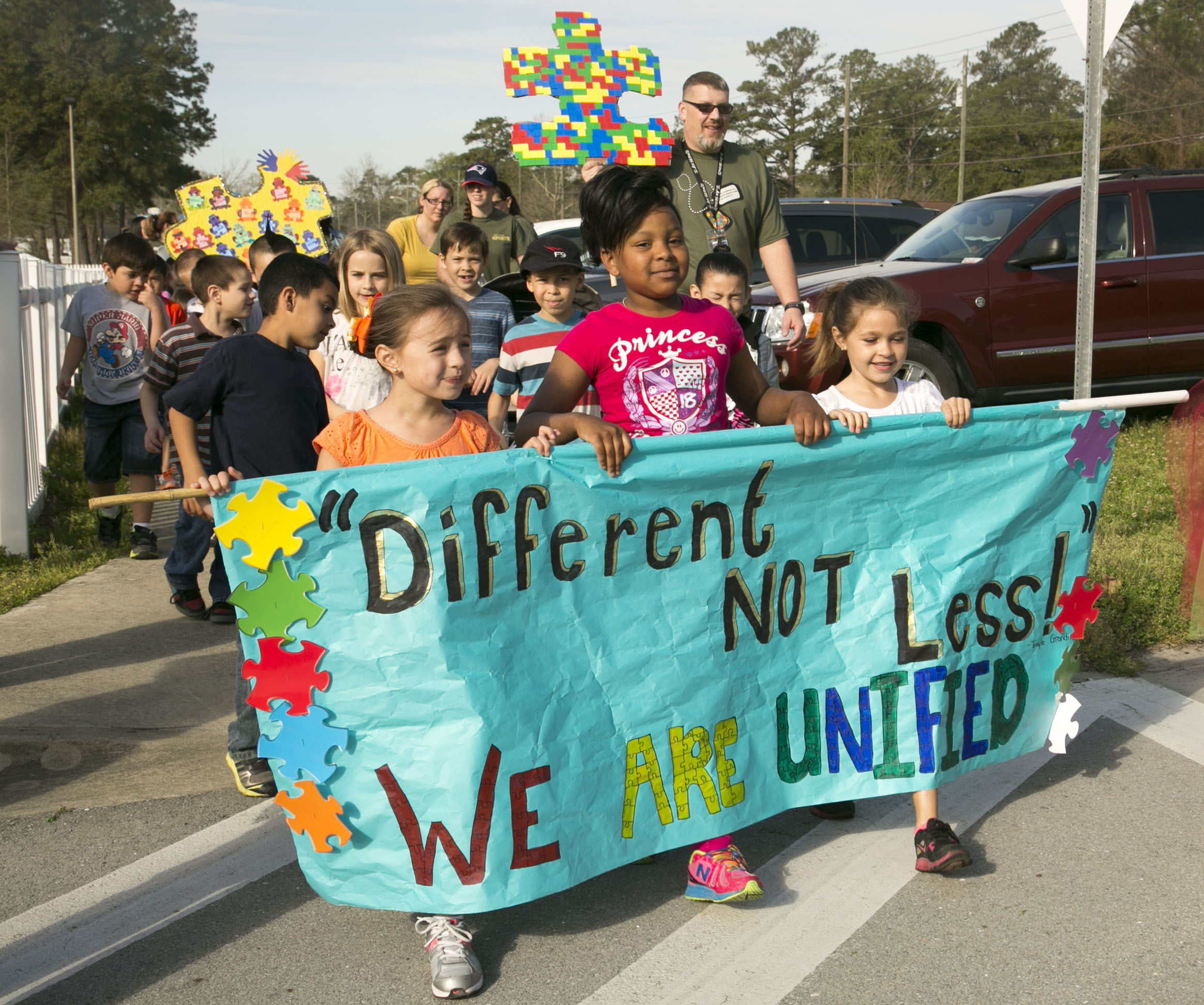
«Diferents, però no inferiors! Estem unificats» (Different, not less! We are unified, en anglès), durant el mes de consciència sobre l'autisme (Autism Awareness Month)

Aquest moviment social va néixer als països anglosaxons, amb el nom anglès d'Autism Rights Movement, abreujat ARM. També es coneix com «moviment pels drets dels autistes», «moviment per la cultura autista» i fins i tot, entés en un sentit més ampli, com «moviment per la neurodiversitat». Tant identitari com cultural, aquest moviment no busca les causes mèdiques de l'autisme, sinó les d'exclusió social dels autistes, basades en el model social de la discapacitat. La situació de discapacitat es deu al rebuig de la diferència (vista com a bogeria o idiotesa), i per hiposensibilitat o hipersensibilitat sensorial dels autistes. Des d’aquest punt de vista, les persones que s’allunyen de la norma no s’han de corregir mèdicament. Una gran part dels activistes intenten que se'ls deixi de considerar com a pacients a tractar. Un eslògan del moviment és «Res sobre nosaltres sense nosaltres» (en anglès, Nothing about us, without us), que significa el desig de contribuir activament a la investigació científica i a les polítiques de salut pública en el camp de l'autisme.
El moviment té com a objectiu defensar els drets de les persones autistes mitjançant l’autososteniment (self-advocacy) i l'apoderament, mitjançant la constitució d’una comunitat, i l’augment de la seva visibilitat pública, tot lluitant contra el model mèdic d’autisme, que defineix l’autisme com una malaltia, almenys com un trastorn a corregir. Els activistes tornen a definir l’autisme com una «diferència», cosa que pot ser un orgull. Estan en línia amb els moviments pels drets de les persones amb discapacitat i els drets humans reivindicats per les minories, mitjançant la defensa d'una cultura autista, i la demanda adreçada a la societat per a que siguin «acceptats tal com són». Segons el periodista científic Bijal Trivedi, l'organització d'esdeveniments internacionals, durant els quals desfilen persones que reivindiquen el seu «orgull de ser autistes», és similar, en les seves idees i procés, a esdeveniments com l'orgull gai, organitzat per persones homosexuals.
Segons la sociòloga francesa Brigitte Chamak, la idea central d’aquest moviment és la reivindicació del concepte de neurodiversitat dins de les associacions d’autistes i el canvi de definició d’«autisme», vist com un mode cognitiu alternatiu de funcionament que no requereix tractament. Aquest moviment es troba a l’origen de la creació i difusió de noves paraules i conceptes, com ara el de «neurodiversitat», l'expressió «neurotípica» per designar persones sense autisme, i diminutius, com ara «Aspie» per a persones amb síndrome d'Asperger i «Autie» per a persones amb autisme clàssic. Defensa la idea que la humanitat necessita la neurodiversitat proporcionada per les persones amb autisme, de la mateixa manera que necessita la biodiversitat. Un cert humor és omnipresent i apareix en contrast amb la idea general que les persones amb autisme no el tenen.
Chamak també assenyala que el moviment té com a objectiu canviar la culpa al voltant de l'autisme, des del model mèdic que culpa a la pròpia persona autista del seu comportament, fins al model social que culpa el sistema i la societat. Aquesta acusació contra la societat és generalment compartida per tots els actors del moviment; el sociòleg estatunidenc David A. Snow l’analitza com la part central en la participació de grups d’autososteniment, en la mesura que també permet canviar positivament la societat. imatge que la gent interessada té d’ella mateixa. Alguns activistes assoleixen redefinir la seva identitat participant en aquest moviment i es converteixen en especialistes en autisme. Chamak posa l'accent en el desenvolupament d'una identitat col·lectiva, que «es forja mitjançant la transformació dels problemes individuals en causa col·lectiva». Per a Anne M. Lovell, Nicolas Henckes, Aurélien Troisoeufs i Livia Velpry, les associacions i xarxes socials constitueixen un entorn que permet als seus membres i participants passar de l'estigmatització al que el sociòleg i lingüista estatunidenc Erving Goffman anomena «estigmafília», és a dir, reapropiar-se de manera positiva de les característiques etiquetades negativament pel «normal». El moviment participa en la «biosocialitat», una noció proposada per l'antropòleg estatunidenc Paul Rabinow, per tal de donar compte de l'aparició de «noves formes d'associació amb altres individus sobre la base de compartir una categoria definida per la medicina». L’objectiu de tots els moviments d’aquest tipus és generalment definir un nou pacte entre ciència i societat.
L’ús d'Internet és essencial en la difusió d’aquestes idees, l’absència de sorolls i la innecessitat de contacte visual que fa més atractiu l’ús de la xarxa. El 1999, l'activista autista neerlandès Martijn Dekker va argumentar que Internet és per a les persones amb autisme allò que el llenguatge de signes és per a les persones sordes. Brigitte Chamak també veu un vincle entre el moviment per la cultura sorda i el de la cultura autista.

## Drets aplicables als autistes
Com que l’autisme és reconegut per les Nacions Unides com a discapacitat, les persones autistes gaudeixen de drets internacionals des del 3 de maig de 2008, data d’entrada en vigor de la Convenció sobre els Drets de les Persones amb Discapacitat. Garanteix el respecte per la seva dignitat intrínseca, la seva autonomia individual, la seva llibertat d'elecció, la seva participació en la societat, la seva diferència, l'acceptació «com a part de la diversitat humana i de la humanitat», i el dret a preservar la seva identitat. El 2016, 160 països van signar aquesta convenció.
El 12 de gener de 2016 es va presentar un informe especial. El ponent va presentar un estudi temàtic sobre el dret de les persones amb discapacitat, incloses les persones autistes, a participar en la presa de decisions que els afecta. El punt 36 estableix que les organitzacions representatives «han de ser reconegudes pel sector que diuen representar i poden implementar diverses estratègies per promoure els seus objectius» (incidència, sensibilització, prestació de serveis i suport entre iguals). El punt 37 subratlla el paper de la convenció a l’hora d’accelerar «la creació d’organitzacions formades per persones amb discapacitat mental o autisme o altres persones que defensin ells mateixos els seus drets i que puguin necessitar suport per poder expressar els seus punts de vista», i assenyala que «dins d’aquestes organitzacions, el paper dels pares s’hauria d’orientar cada vegada més cap al suport, amb les persones amb discapacitat que tinguin plenes competències». L'informe també subratlla la necessitat de distingir les organitzacions «de persones amb discapacitat» de les «per a persones amb discapacitat», que es manifesten en nom seu, i les tensions resultants en termes de legitimitat, elecció, control i assignació de recursos. Es recomana que els estats garanteixin «promoure la participació significativa de les persones amb discapacitat en els processos de presa de decisions».
A la Unió Europea, l'associació Autisme Europa va presentar, en el seu 4t Congrés celebrat a La Haia el 10 de maig de 1992, un projecte de Carta Europea dels Drets dels Autistes. El Parlament Europeu el va adoptar el 9 de maig de 1996, però en forma de declaració escrita, de manera que no té abast legislatiu. El 1999, l'investigador estatunidenc en educació especial Michael Wehmeyer va donar suport al dret a l'autodeterminació dels estudiants autistes.

## Història

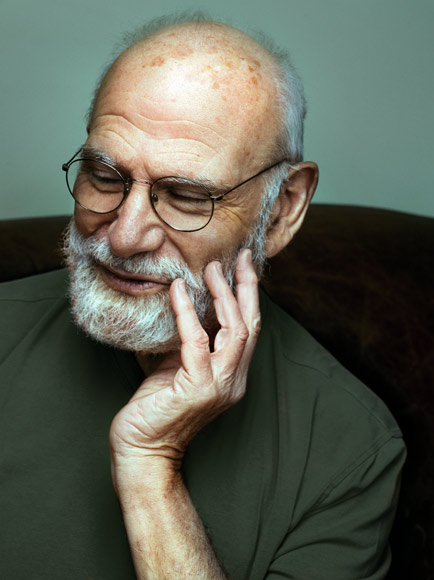
El neuròleg britànic Oliver Sacks ha ajudat a conscienciar de les diferències en les persones amb autisme

A causa de la història de l’autisme, la creació del moviment pels drets dels autistes és molt més recent que la de les associacions de pares de nens autistes. Leo Kanner, el primer psiquiatre que va descriure l’autisme el 1943, el considera una forma rara de psicosi infantil, associada a mutisme o trastorns greus del llenguatge, propera a l'esquizofrènia i causada per una mala relació amb els pares. Segons Steve Silberman, aquesta visió incompatible amb qualsevol noció d'«orgull autista» contribueix a fomentar un sentiment de vergonya i una estigmatització de les famílies afectades. El reprèn Bruno Bettelheim qui, sota la influència de la seva experiència dels camps de concentració nazis i de la psicoanàlisi, molt present en aquella època als Estats Units d'Amèrica, defineix l’autisme com una malaltia psicogènica infantil, causada per una «mare frigorífic». Va desenvolupar la noció de paternitat tòxica que, fins a la dècada del 1980, va servir de referència per a les intervencions sobre autisme. Segons el neuropatòleg Manuel F. Casanova i el seu equip:
| « | El resultat final d’aquestes ruminacions psicoanalítiques fa que els autistes suportin el pes d'intervencions mal aconsellades que condueixen a l’aïllament dels seus éssers estimats i els converteix en objectius de pràctiques invasives. | » |

En reacció a les teories psicoanalítiques, un corrent conductista, iniciat pel psicòleg noruec Ole Ivar Løvaas, porta a molts pares i professionals de la salut a considerar la normalització o la cura dels nens amb autisme com l’única opció desitjable, una idea il·lustrada per la creació de xarxes i esdeveniments com Defeat Autism Now! (Derrota l'autisme ara!, DAN), i la creació d'associacions com Vaincre l'Autisme (Superar l’autisme), un dels objectius estatutaris dels quals és «erradicar l'autisme». Els primers activistes pels drets dels autistes es troben amb una forta resistència dels professionals de la salut, que es basen únicament en el model mèdic. Els diversos moviments per defensar els drets de les minories i els anteriors grups d’autososteniment es referien a discapacitats físiques i després mentals, després d’haver estat iniciat per alcohòlics anònims el 1935. Aquest moviment també troba les seves fonts en l'antipsiquiatria, que defensa la fi dels tractaments coercitius, la llibertat de moviment de les persones institucionalitzades, i també es basa en el model social de discapacitat.
Per a Brigitte Chamak, «si els moviments de persones amb discapacitat s'han considerat l'última generació de moviments socials, les accions de les persones amb autisme es poden considerar com l'última generació de moviments de persones discapacitades».

### Integració de l'autisme d'alt funcionament (AAF)
El 1981, la psiquiatra britànica Lorna Wing va actualitzar els treballs oblidats del metge austríac Hans Asperger. Va demostrar l'existència d'una continuïtat en «l'espectre autista», i els adolescents i adults sense trastorns del llenguatge també podien ser autistes.
Segons Brigitte Chamak, aquesta ampliació dels criteris diagnòstics per a l'autisme, que permet la inclusió de persones «sense discapacitat intel·lectual» dins del concepte de trastorn generalitzat del desenvolupament (TGD, creat en el CIM-10 el 1990), és fonamental en la creació del moviment pels drets dels autistes, ja que l’autisme abans es considerava un trastorn rar que afectava només els nens sense llenguatge. Això permet als adults (inclosos els superdotats), com Temple Grandin, redefinir-se com a autistes (específicament en l'anomenada síndrome d'Asperger i les formes d'autisme d'alt funcionament), en lloc de com «psicòtics» o «desequilibrats». El resultat és un fort augment del nombre de diagnòstics d’autisme.
Segons Chamak, «aquesta etiqueta, tan estigmatitzant fins aleshores, es va convertir en un estàndard per a les persones orgulloses de reclamar el qualificatiu d’autisme i van decidir canviar les representacions, rebutjant la visió negativa i pessimista i les descripcions percebudes com a insultants, que professionals, mitjans de comunicació o pares tenien de l'autisme».

### L'efecteRain Man

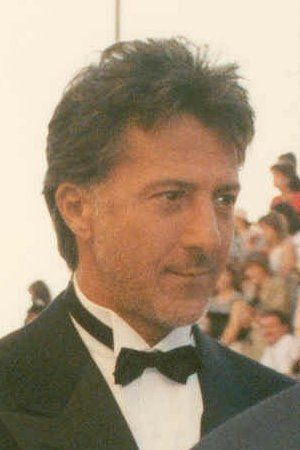
Dustin Hoffman va rebre un Oscar al millor actor pel seu paper a Rain Man, 1989

Al mateix temps, el llançament de la pel·lícula Rain Man (1988) va provocar una fascinació per l'autisme savant, que va provocar la revalorització de la imatge dels autistes entre el gran públic dels països occidentals, que de vegades considerava que l’autisme era com una forma de geni potencial. A principis de la dècada del 1990, tant per a la majoria del món mèdic com per al públic en general, l’autisme encara era una greu malaltia infantil. La primera publicació popularitzada que presentava la síndrome d'Asperger va aparèixer el 1989. Les pàgines web sobre l'autisme, en aquell moment, conservades per associacions de pares, només presentaven autisme infantil. L'existència d'adults autistes continuava sent gairebé desconeguda.
«L'efecte Rain Man» va influir en investigadors i professionals de l'autisme, que van obrir el seu camp d'investigació a persones «sense discapacitat intel·lectual» i revisen les classificacions internacionals del Manual de Diagnòstic i Estadístic dels Trastorns Mentals (DSM). Segons el sociòleg estatunidenc Gil Eyal, aquest fenomen va afavorir l’acceptació de la síndrome d’Asperger a les classificacions mèdiques, així com la cobertura mediàtica dels «autistes genis». Steve Silberman subratlla la importància i la rapidesa d’aquests canvis en la societat a qüestions de percepció de l’autisme, que es van produir en molt poc temps, entre d'altres sota la influència d'Oliver Sacks.

### Les intervencions de Temple Grandin
Va ser en aquest context que Temple Grandin, aleshores gairebé desconeguda, va parlar identificant-se com a autista en una conferència a Carolina del Nord el 1989 per declarar que les persones amb autisme poden experimentar èxit professional gràcies a peculiaritats degudes al seu autisme, com ara el pensament visual. Defensa que es reconegui l’autisme com una discapacitat en lloc de malaltia mental. Aquesta intervenció va ser molt apreciada i seguida àmpliament. Segons Silberman, ajuda «a trencar dècades de vergonya i estigmatització». Per a molts professionals de la salut del moment, l'existència d’una persona autista adulta amb un doctorat i una carrera professional amb èxit semblava impossible. Alguns qüestionen la persistència de la seva condició d'autista. La seva autobiografia, publicada tres anys abans (1986), Emergence, està prologada per Bernard Rimland, que el presenta com «el primer llibre escrit per una persona que s'ha curat de l'autisme». Posteriorment, Temple Grandin dona testimoni de les seves peculiaritats neurològiques i sensorials, explicant el seu èxit no per una «cura» de l'autisme, sinó per un aprenentatge continu de les normes socials. Declara que rebutja qualsevol possibilitat de curació del seu autisme i que aquesta condició forma part de la seva identitat. Defensa l'existència d'un continuum dels TEA i s'oposa a l'erradicació dels gens de l'autisme durant els discursos dirigits a pares d'autistes i professionals de la salut:
| «                | S'haurien de preguntar per què Déu o la natura van crear condicions tan terribles com l'autisme, la depressió maníaca i l'esquizofrènia. Tot i això, si s’eliminessin els gens que causen aquestes condicions, hi hauria un preu terrible a pagar. | » |
| — Temple Grandin | |   |

De fet, és la primera activista pels drets dels autistes. El neuròleg britànic Oliver Sacks, als seus llibres The Man Who Mistook His Wife for a Hat (L’home que va confondre la seva dona amb un barret, 1985) i An Anthropologist on Mars (Un antropòleg a Mart, 1995) ofereix retrats sensibles d’alguns autistes notables, en particular el de Temple Grandin, a qui va conèixer el 1991 després de dubtar de si és l'autora de la seva autobiografia. Segons Silberman, «després de cinquanta anys d'estudis de casos que presentaven persones autistes com a robots o ximples, Sacks va presentar Grandin amb tota la grandesa de la seva humanitat». Després d’aquesta publicació, Sacks va rebre moltes cartes de persones que es reconeixen a si mateixos o als seus parents o col·legues com a adults autistes, gràcies al retrat que va fer de Temple Grandin.

### La creació de l'Autism Network International(ANI)
El moviment pels drets dels autistes té els seus orígens en l'expressió de persones diagnosticades d’autisme al món anglosaxó, incloses Temple Grandin i l’australiana Donna Williams (qui va escriure la seva autobiografia Nobody Nowhere el 1992, sis anys després de la de Grandin). Segons Brigitte Chamak, aquests escrits van ajudar a construir una «identitat autista» i es van difondre àmpliament a Internet (en anglès al principi), entre autistes que van reconèixer en aquests llibres la naturalesa del seu sentiment de ser diferents.
El 1984, Jim Sinclair, recentment diagnosticat amb autisme d'alt funcionament, es va inscriure a butlletins informatius per a familiars afiliats a l'Autism Society of America (ASA), que també tenien dificultats per a obtenir el diagnòstic dels seus fills autistes. Va conèixer altres adolescents i joves adults amb autisme, inclosa Donna Williams, i va iniciar una sèrie d'intercanvis amb ells a Internet a finals de la dècada del 1980, en particular en fòrums de discussió creats per associacions de pares d'autistes. També va impartir conferències per invitació de l'ASA, per a compartir la seva perspectiva sobre l'autisme. La creació de l’ANI (Autism Network International), la primera associació d’autistes, es remunta al 1991, en reacció al tractament del grup de Jim Sinclair per part de l’ASA, considerat irrespectuós i paternalista. Segons Silberman, a tots els membres fundadors de l’ANI se’ls va diagnosticar un autisme greu o molt greu a la infància, cosa que no els va impedir progressar ni assistir amb reeximent a la universitat. Van dissenyar els seus primers eslògans, com ara «No sóc estrany, sóc autista» (I'm not weird, I'm autistic) i «Vaig sobreviure a les modificacions de comportament» (I survivied behavior modifications). Poc després de la creació de l'ANI, Jim Sinclair va ser atacat per membres de l'ASA sobre la realitat del seu autisme, que, segons Brigitte Chamak, va ser el resultat d'un intent de desprestigiar la seva acció.

Les primeres accions de l’ANI pretenien compartir l'experiència de viure amb l'autisme i promoure la comprensió mútua entre persones autistes i no autistes. El primer número del diari Our Voice (Nostra veu) va aparèixer el novembre de 1992, destinat principalment a pares d'autistes i professionals de la salut. El juny de 1993, Jim Sinclair va pronunciar un discurs dirigit a pares de nens autistes en una conferència internacional a Toronto, la idea central de la qual era que l'autisme és una part integral de la identitat d'una persona:
| «                                   | L’autisme és una manera de ser. […] No és possible separar la persona de l'autisme. | » |
| — Jim Sinclair, Ne nous pleurez pas |                                                                                     |   |

Aquest discurs molt divulgat pels mitjans de comunicació va servir de manifest per a la incipient comunitat autista i, segons Silberman, «va canviar el curs de la història», ja que l'expressió d'aquest moviment que estaba reduïda a un grapat de persones, inclosos pares d'autistes, va tenir un fort desenvolupament entre 1993 i 1994 gràcies al discurs de Jim Sinclair. Es van incorporar molts nous membres a l'ANI. El 1994, com el fòrum de l'ASA rebia molts missatges dirigits a l'ANI, l'associació va crear el seu propi fòrum. Després d’una conferència de nens autistes organitzada pels seus pares el 1995, va néixer el 1996 una conferència organitzada de manera independent per a persones autistes: Autreat.

### La presa de consciència política i el naixement de la cultura autista
El nombre de llocs web creats per autistes va augmentar notablement a partir de mitjans de la dècada del 1990, cosa que va provocar una difusió més àmplia de les idees del moviment. Es van crear noves llistes de discussió, inclosa la del neerlandès Martijn Dekker, que va llançar Independent Living on the Autism Spectrum (InLv), donant la benvinguda en particular al periodista del New York Times Harvey Blume, pioner de la neurodiversitat, el 1997. Aquests intercanvis entre persones autistes pel que fa als atacs i dificultats dels quals són víctimes permeten una presa de consciència política, després la floració d'una cultura específica i d'un vocabulari específic, tot marcat per l'ús de «nosaltres». Amb l'augment del nombre de diagnòstics de síndrome d'Asperger i d'autisme d'alt funcionament, es produeix una gradual consciència de pertànyer a una «comunitat autista», reforçada pel diàleg a Internet:
| «                              | En compartir les seves històries de vida, [els adults amb autisme recentment diagnosticats] van descobrir que la majoria dels reptes que afronten diàriament no es deuen als «símptomes» del seu autisme, sinó al patiment imposat per una societat que rebutja oferir-lis les adaptacions bàsiques per a persones amb discapacitats cognitives, com passa amb persones amb discapacitat física, com ara sordesa o ceguesa. | » |
| — Steve Silberman, NeuroTribes | |   |

El 1999, Judy Singer va crear el seu lloc web de defensa de la «neurodiversitat» i «analitza el desenvolupament de la identitat autista com el repte per al moviment de les persones amb una discapacitat». La idea de l'autogestió també és molt recent, ja que no es remunta més enllà del 2003.
El 2001, Steve Silberman va escriure l’article The Geek Syndrome (La síndrome geek) a Wired, que tractava de la presència freqüent de la síndrome d'Asperger en enginyers de Silicon Valley. Aquest article es considera significatiu per canviar la percepció de l’autisme. Influeix fortament en la comunitat autista dels Estats Units d'Amèrica. Posteriorment, Silberman va rebre nombrosos correus electrònics d’enginyers de Silicon Valley i les seves famílies, testificant que el seu article els va permetre entendre que són portadors de trets autistes transmesos genèticament als seus fills. Els empresaris de la indústria informàtica, inclosa Microsoft, testimonien que alguns dels seus millors enginyers són autistes.
El 2004, dos adolescents, Alex Plank i Dan Grover, van posar en línia Wrong Planet (Planeta equivocat), que és, segons Silberman, un dels primers espais web destinats a acollir persones autistes. Tots dos són nadius digitals; Alex Plank també és un col·laborador habitual de Wikipedia en anglès. El lloc va atraure molt ràpidament a molts joves autistes.
La conferència Autreat organitzada aquell mateix any va donar la benvinguda a participants de molts països, a més dels Estats Units d'Amèrica, el Regne Unit i el Canadà, on històricament va començar el moviment. Entre d'altres, provenien d'Austràlia, Finlàndia, Israel, Japó, Nova Zelanda i Noruega. El mateix any, The New York Times va dedicar un article a aquest moviment.
Amy Nelson, fundadora de l'associació Aspies For Freedom (AFF), va escriure i va publicar un comunicat de premsa el 16 d'abril de 2004 a PRWeb. Ella demana a l'ONU que reconegui la comunitat autista com un grup comunitari.
S’està promovent la imatge de l’autisme, simbolitzada per la creació al juny del 2005 de l’Autistic Pride Day, (Dia de l’orgull autista), sota la direcció d’AFF.
El 2007, el vídeo d'una dona autista no verbal capaç d'escriure 120 paraules per minut, Amanda Baggs, es va emetre a la CNN i després es va veure més d'un milió de vegades a YouTube. Demana la llibertat per poder expressar la seva alegria de viure amb les seves autoestimulacions autistes, sense despertar un sentiment de pietat.
L'expressió del moviment té lloc principalment a Internet, a través de vídeos de YouTube, o un entorn dedicat a Second Life, l’illa virtual Brigadoon, fundada per John Lester el 2005.
A finals de 2007, segons Silberman, les accions de l'Autistic Self Advocacy Network (ASAN), llançades i gestionades directament per persones amb autisme, constitueixen el primer exemple d’associació d'autogestió per i per a persones autistes.
La publicació de noves autobiografies ajuda a donar a conèixer el punt de vista de les persones amb autisme, en particular Born on a Blue Day: Inside the Extraordinary Mind of an Autistic Savant, a Memoir i Embracing the wide sky: a tour across the horizons of the mind de Daniel Tammet. Je suis à l’Est!: Savant et autiste, un témoignage unique de Josef Schovanec, publicat el 2012, es va convertir en un dels primers èxits de les llibreries.
El 2015, l'escriptor-periodista Steve Silberman va publicar NeuroTribes, un assaig a favor de la neurodiversitat, que es va convertir en un best-seller del món anglosaxó. i va obtenir una considerable cobertura mediàtica. El llibre fa reaccionar la comunitat científica. Presenta persones autistes de manera positiva, argumentant pel rebuig de l'eugenèsia i una major obertura a l’alteritat.

### El boicot aAutism Speaks

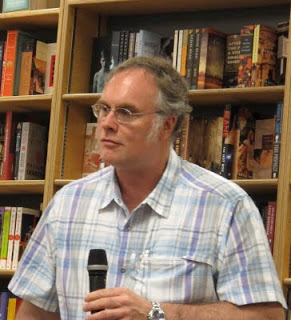
L’activista i escriptor autista John Elder Robison va renunciar ser membre de la junta directiva d’Autism Speaks el 2013

Autism Speaks (AS, Autisme parla) és l'associació sobre l'autisme més gran del món. Creada originalment als Estats Units d'Amèrica per pares de nens autistes per donar suport financer a la investigació, sovint és criticada per representar les persones amb TEA de manera negativa i alarmista, a més d'ignorar i excloure la posició dels autistes. Stephen M. Shore va desenvolupar eines per a aquesta associació i va formar part del comitè d’estudi per al desenvolupament del DSM-5. El 2013, John Elder Robison, llavors l'únic membre autista de la junta directiva d'Autism Speaks, va renunciar en protesta contra un editorial publicat per Suzanne Wright, la cofundadora, afirmant que les famílies afectades per l'autisme viuen «desesperades» i «amb por al futur».
Autism Speaks està darrere de tres pel·lícules que han suscitat l'oposició de la comunitat autista, inclòs el documental Autism Every Day (L'autisme quotidià). A causa d’aquestes nombroses queixes, Autism Speaks ha estat objecte de campanyes de protesta organitzades per autistes, generalment per l'Autistic Self Advocacy Network (ASA). El 2013, una associació de nova creació, Boycott Autism Speaks, va publicar la llista de donants i la seva informació de contacte, demanant un boicot actiu. Un mes més tard, l'ASAN va publicar una carta oberta als patrocinadors d'Autism Speaks signada per 26 associacions de discapacitats, on demanava la responsabilitat moral dels patrocinadors i donants.
El 18 d’octubre de 2016, Autism Speaks va modificar els seus estatuts per primera vegada des dels seus inicis el 2005, eliminant de la llista d’objectius la cerca d’una cura per a l’autisme. Steve Silberman veu aquest canvi com un petit pas cap a l’acceptació de la neurodiversitat.

## Accions i conceptes
El primer tipus d'acció que es va dur a terme històricament per associacions d'autistes va ser comunicar-se en direcció cap a les persones sense autisme. El filòsof canadenc Ian Hacking utilitza la metàfora dels alienígenes, explicant que les diferències entre persones amb autisme i sense autisme prové en la comunicació, que és tan difícil com la comunicació entre els humans i els extraterrestres. Aquestes associacions solen presentar als autistes com a «forasters» que no entenen el funcionament de la societat, ja que està concebuda i organitzada per persones sense autisme. La metàfora alienígena també s'utilitza al títol del lloc web per a persones amb autisme Wrong Planet, i s'utilitza àmpliament entre les representacions socials de l'autisme. No obstant això, aquesta metàfora és cada vegada més rebutjada pels membres del moviment, que prefereixen centrar-se en la lluita contra les discriminacions.
Les persones que participen en el moviment demanen que es pugui reconèixer la seva experiència com a coneixement que cal tenir en compte per a entendre com funciona l’autisme, que equival a veure’ls com a companys i no com a pacients a tractar. Segons Sarah Chiche, sense ser buscada ni reclamada, «l'ús de 'nosaltres' participa en la construcció d'una comunitat amb una cultura pròpia, expressions i un humor específic».
La doble lluita contra una selecció eugenètica abans de néixer i contra les representacions negatives de l’autisme (que el presenta com una malaltia psiquiàtrica que pren els nens com a «ostatges» o que els converteixen en «bojos»), també forma part dels objectius dels activistes el voler preservar la seva dignitat. Segons la jurista Margaret Somerville, els activistes creuen que la desesperació que senten alguns pares i professionals de la salut davant l’autisme no pot justificar aquesta retòrica.
També s’oposen a una idea defensada de vegades pels partidaris del model mèdic de l’autisme, segons la qual l'epidemiologia de l’autisme testimonia l'existència d’una epidèmia, referida a la noció de malaltia. De fet, la integració de les persones amb síndrome d’Asperger dins del grup de trastorns generalitzats del desenvolupament (TGD), que és l'espectre autista, ha anat de la mà d’un augment del nombre de diagnòstics d’autisme, popularitzant la idea de l'existència d'una «epidèmia».

### La defensa de la neurodiversitat
Mitjançant la creació del concepte de «neurodiversitat», els autistes reapropien el discurs de les neurociències, en particular a través del lloc web homònim i precursor neurodiversity.com, resultant de la influència de pioners del moviment com Jim Sinclair i a través de l’Autism Network International (ANI). El concepte de neurodiversitat, fonamental en aquest moviment, propugna l'existència d'un continuum de varietat neurològica en l'espècie humana, «de manera que l'autisme es considera un funcionament cognitiu per si mateix».
Inicialment, el terme va ser creat per Judy Singer, però la seva difusió s’atribueix al periodista Harvey Blume, el 1998, en un article anomenat Neurodiversity, en què utilitza la terminologia del món de la informàtica (parla de geek i nerd) i la barreja amb l'expressió «neurotípic», abreujada «NT», expressió del funcionament estàndard.
Aquest terme va ser difós al lloc web de Laura Tisoncik, Institute for the Study of the Neurologically Typical (Institut per a l'Estudi de la Neurologia Típica), una paròdia del discurs de molts instituts i publicacions periòdiques que estudien l’autisme. Aquest lloc web canvia la percepció de l’autisme com a malaltia en definir la «síndrome neurotípica» com «un trastorn neurobiològic caracteritzat per preocupacions socials, una il·lusió de superioritat i una obsessió pel conformisme». Aquest discurs argumenta que les persones amb autisme, gràcies a la seva diferent percepció del món, són l’origen dels descobriments i de les aportacions importants en els camps de l'enginyeria, l'art, les matemàtiques o la informàtica. La seva difusió va ser facilitada per «l'efecte Rain Man». L'investigador Laurent Mottron comparteix aquesta convicció a la revista Nature, el 2011, escrivint que les persones han contribuït significativament als avenços de la ciència gràcies al seu autisme, i no malgrat això. Durant les seves conferències, Temple Grandin suggereix que certes invencions, com la fona, són obra d'individus poc interessats en les relacions socials i, per tant, probablement autistes.
A la pàgina web francesa L'ècole de la Neurodiversité (L'escola de la Neurodiversitat), es descriu la neurodiversitat com a lluita per la igualtat: «Reivindicar la neurodiversitat és també reivindicar el dret de cada ésser humà a ser educat, considerat, respectat, per trobar feina, malgrat les peculiaritats neurològiques que estan lluny de ser sempre un hàndicap».
Tot i que sorgeix des de la base del moviment autista, el concepte de neurodiversitat no es limita a l'espectre autista. S'ha utilitzat per designar altres afeccions, convertint-la en una categoria general que inclou totes les neurodiversitats (per exemple, dislèxia) expressades per l'espècie humana.

### El rebuig de l'eugenèsia
Una de les principals preocupacions per als membres del moviment és l’arribada potencial de seleccions eugenèsiques relacionades amb l'autisme, amb proves prenatals dissenyades per detectar l’autisme durant l'embaràs, cosa que podria conduir a l'eliminació de molts fetus amb autisme per avortament, com ja és el cas per la trisomia 21, on a França s’avorta més del 90% dels fetus.
Aquesta por ha motivat alguns activistes a oposar-se a la investigació genètica sobre l’autisme i a qüestionar l'eliminació dels autistes abans del naixement. Com a part d’aquest debat ètic, els activistes creuen que eliminar l’autisme del genoma humà és contrari a la selecció natural, ja que l’autisme també té avantatges i talents selectius. Lamenten que alguns professionals de la salut i treballadors socials desencoratgin als autistes de tenir fills.

### Els criteris de definició de l'autisme

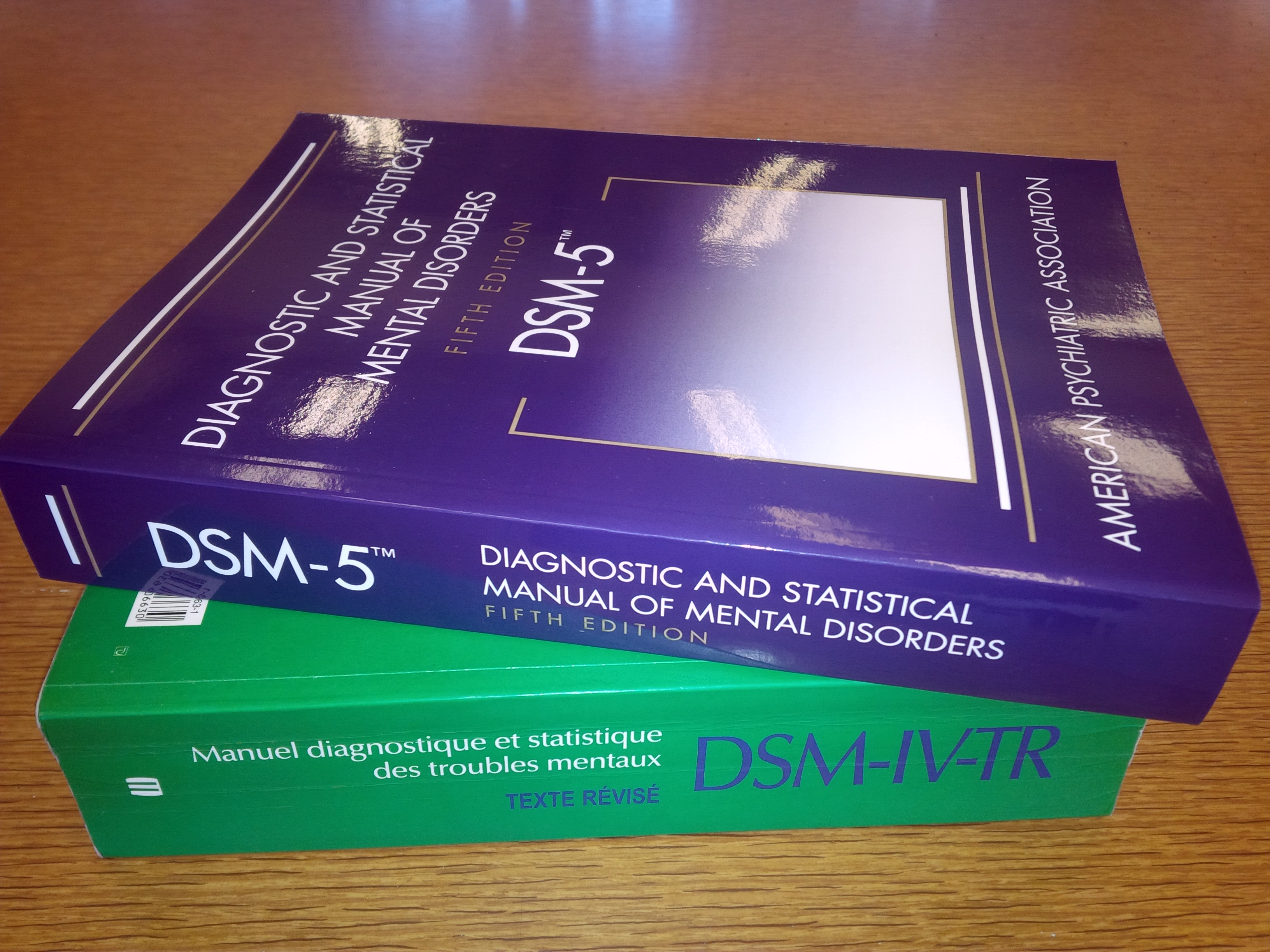
El DSM-5, versió original en anglès, amb el seu predecessor, el DSM-IV-TR

És possible que el debat social al voltant de la neurodiversitat hagi influït en la revisió de subcategories específiques de l'autisme i en la creació del concepte de trastorn de l'espectre autista (TEA) al DSM-5. Segons Lilia Sahnoun i Antoine Rosier, «més enllà d’aquesta modificació fonamental de la comprensió de l’autisme, passant d’un model criteriològic a un model dimensional, les qüestions subjacents a aquesta nova representació ens remeten, amb la noció de neurodiversitat, a un discurs culturalista i de tipus identitari. Des d’una patologia psiquiàtrica amb pronòstic sever fins a una simple diferència, l’autisme esdevé una singularitat, una simple variant del funcionament cognitiu humà».
Però la desaparició de la síndrome d'Asperger al DSM-5 va ser experimentada per algunes persones amb autisme com un atac a la seva identitat. Temple Grandin i Liane Holliday Willey van manifestar-se a favor del manteniment de la «categoria Asperger» argumentant l'existència d'una gran comunitat que es defineix com a tal, «una raó per si mateixa per mantenir el diagnòstic».
La major part de la literatura científica sobre el tema no qüestiona el model mèdic de l'autisme, però la posició de la comunitat científica està canviant. Simon Baron-Cohen va suggerir el 2015 que el terme «trastorn» ja no s'hauria d’utilitzar per definir l'autisme al DSM-5, sinó que s'hauria de substituir per «trastorn»; només els trastorns associats a l'autisme es poden definir com una col·lecció de malalties o trastorns.
Segons Brigitte Chamak, els activistes pels drets dels autistes també han popularitzat la idea, a Internet, que els genis famosos són autistes (com Albert Einstein i Glenn Gould, entre altres), una possibilitat considerada per alguns professionals de la salut, però refutada per molts altres com a part dels diagnòstics retrospectius d’autisme. Això «contribueix a alimentar un sentiment d'orgull i, de vegades, fins i tot de superioritat» entre certs activistes, que es consideren «més racionals i objectius que aquests neurotípics guiats per les seves emocions, les seves simpaties i les seves enemistats».

### La defensa de la subjectivitat dels autistes
Un desig compartit per tot aquest moviment és fer que sigui conegut millor l'experiència del món que tenen els autistes. El nombre d'autobiografies i testimonis escrits en blogs, llocs web i fòrums per persones amb autisme ha augmentat des de mitjans de la dècada del 1990, cosa que proporciona un major accés a la seva subjectivitat. Tanmateix, com especifica Brigitte Chamak, aquests relats no són representatius de l'experiència vital de tots els autistes, sinó que només una minoria assoleix expressar-se d’aquesta manera. Diversos activistes diuen que no «pateixen» autisme, inclosa Michelle Dawson, que creu que «la impossibilitat de fer les coses de la mateixa manera que les persones neurotípiques» no és una font de patiment. Ella va denunciar a Le Pire Crime de Bettelheim (El pitjor crim de Bettelheim), la culpabilització dels pares, com a responsable del desplaçament d'aquesta culpa cap als autistes, que condueix a la presa del poder de les associacions de pares autistes que consideren els seus fills com a «poltergeists» que han de ser tractats:
| «                                              | Què és el pitjor de ser autista? una vegada em va preguntar dolçament, amb un to infantil, un professional de la salut. Li vaig respondre: «ser odiada». | » |
| — Michelle Dawson, Le Pire Crime de Bettelheim | |   |

La descripció mèdica de les peculiaritats i el comportament de les persones amb autisme no sempre concorda amb el que experimenten i senten. Ari Ne'eman creu que parlar de «dèficits emocionals», per exemple, resulta d'un malentès. Insisteix en el fet que, segons ell, es tracta més de problemes de comunicació i sobrecàrregues sensorials.
Una part dels problemes de convivència entre persones autistes i no-autistes prové del fet que els segons esperen manifestacions d’amor i d’afecte clarament visibles dels primers. Kathleen Seidel insisteix a respectar la diferència dels autistes, per als quals el contacte visual i les abraçades són desagradables. Segons Jim Sinclair, les hipersensibilitats sensorials que mostren molts autistes dificulten l'assistència a qualsevol esdeveniment organitzat per persones sense autisme, incloses conferències de temàtica autista. En el seu vídeo viral publicat a YouTube, la dona autista no-verbal Amanda Baggs va demanar que les persones amb autisme etiquetades com a «greus» o «amb retard mental» s'entenguin millor en la manera de comunicar-se. Alicia Broderick i Ari Ne'eman subratllen la violència que representa el diagnòstic de «dèficit intel·lectual» per a la persona autista que el rep, i assenyalen que aquest diagnòstic no és útil ni a nivell mèdic ni en el pla social. Hi ha una confusió perjudicial entre la incapacitat de parlar i el fet de no tenir res a dir, que condueix a la construcció social de l’associació entre autisme i discapacitat intel·lectual.
La pàgina web de paròdies Institute for the Study of the Neurologically Typical denuncia una manca d’autisme (allism) en persones no-autistes, caracteritzada per un dèficit de teoria de la ment cap a persones autistes, és a dir, l’absència d'enteniment segons el seu punt de vista.

### La creació i ordenació d’espais sense sobrecàrregues sensorials

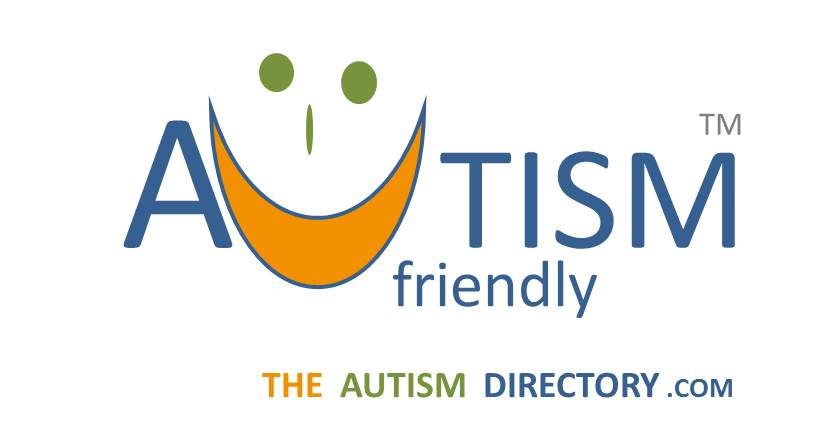
Les indicacions Autism friendly s’utilitzen per a indicar un entorn acollidor per a les persones amb autisme

Des de la dècada del 2010, un concepte molt recent d’aquest moviment té com a objectiu promoure l’adaptació de llocs anomenats Autism friendly (amistós per a autistes), és a dir sense sobrecàrregues sensorials, segons el model del que es proposa durant les conferències Autreat. Aquest concepte inclou la creació d’espais de retir a les escoles per permetre la inclusió d’alumnes autistes, l'eliminació de llums fluorescents i sorolls forts, i l’autorització per a utilitzar materials que redueixin la sobrecàrrega sensorial al recinte d'estudi o de treball, com ara orelleres i ulleres de sol. El concepte s’estén des del 2011 a l’organització d'entreteniment adaptat a les peculiaritats sensorials de les persones autistes (eliminació de llums brillants, disposició d’espais més silenciosos, etc.). La motivació no només és humanitària: els autistes i els pares de nens amb autisme sovint es resisteixen a anar a llocs com restaurants i sales de cinema a causa del soroll i les llums brillants. Oferir-los espais adequats els anima a consumir.

### Desafiant el principi de guarició de l'autisme
Un altre pilar d’aquest moviment és l’oposició al desig de «guarir» l’autisme, que sovint prové dels pares. Segons molts activistes, no és una malaltia que puguem superar per tornar a la normalitat. Aquesta idea és present a partir dels primers textos de Jim Sinclair, en particular en el seu discurs de 1993:
| «                                    | L’autisme no és una cosa que tingui una persona, ni una petxina on la qual es troba tancada. No hi ha cap nen normal darrere de l’autisme. L’autisme és una manera de ser. És invasiu; tenyeix tota sensació, percepció, pensament, emoció, tot aspecte de la vida. No és possible separar l'autisme de la persona i, si fos possible, la persona que es quedaria no seria la mateixa […] Per tant, quan els pares diuen: «M'agradaria que el meu fill no tingués autisme», el que realment diuen és: «Desitjo que el nen autista que tinc no existeixi. M’agradaria tenir un fill diferent (no-autista)». Això és el que sentim quan lamentes la nostra existència i reses per la nostra guarició. | » |
| — Jim Sinclair, Ne nous pleurez pas. | |   |

Aquesta controvèrsia va esclatar en els intercanvis de correus electrònics sobre autisme, en què la paraula anglesa curebie s'utilitza de manera pejorativa per referir-se als pares «esclaus del conformisme, tan preocupats que els seus fills semblin normals que no poden respectar la seva manera de comunicar-se». Ari Ne'eman s'oposa al discurs que defensa l'erradicació completa de l'autisme, creient que «deixar de ser autista no és un resultat millor que ser una persona autista que viu de manera independent, que té amics, un treball, i contribueix activament a la societat».
L’associació Aspies For Freedom (AFF) ha iniciat reclamacions i protestes contra organitzacions que promouen el guariment de l’autisme, com la National Alliance for Autism Research, Cure Autism Now! i el Judge Rotenberg Educational Center. Tot i això, no tots els activistes comparteixen aquesta causa. Alex Plank, un dels fundadors de Wrong Planet, creu que aquest debat no és necessari, ja que per definició no existeix un tractament 100% fiable. Aquesta és també la posició de Kathleen Seidel (neurodiversity.com), per a qui la prioritat és posar fi a l'exclusió social dels autistes. El 2012, l'Autism Society i l'Autistic Self Advocacy Network (ASAN) van expressar el seu temor que els nous criteris de diagnòstic DSM-5 excloguessin les persones amb formes lleus d’autisme de les polítiques sanitàries, a causa d'un suposat sobrediagnòstic.

### El rebuig de les teràpies perilloses, invasives o innecessàries
Els autistes i els defensors dels seus drets han parlat sobre determinades teràpies o mètodes de tractament de l’autisme. Temple Grandin i Gunilla Gerland es van pronunciar en contra de les psicoteràpies i la psicoanàlisi, mentre que Donna Williams, Josef Schovanec i Hugo Horiot van denunciar nombroses derives en enfocaments psicoanalítics aplicats a l’autisme a França, i prescripcions innecessàries de medicaments amb sobredosi o inadequats (un problema que també va ser denunciat per Stéfany Bonnot-Briey). Segons Brigitte Chamak, les persones amb autisme generalment s’oposen a les psicoteràpies quan se’ls imposa; només aquells que han triat lliurement seguir-ne una creuen que han obtingut un benefici. Michelle Dawson va assenyalar la violència en la teràpia cognitivoconductual. L’associació Aspies For Freedom va argumentar que els mètodes d'anàlisi conductual aplicat i la teràpia d'aversió són violents i invasius per als autistes, ja que pretenen suprimir les seves conductes d'autoestimulació i estereotípies, fet que els provoquen un patiment. Afegeix que els tractaments alternatius no recomanats com la quelació són perillosos. Una activista, Jane Meyerding, s'oposa a totes les teràpies que tindrien com a objectiu suprimir les conductes autistes, perquè creu que aquestes conductes són intents de comunicació per part dels autistes.
No obstant això, aquest qüestionament de les teràpies no és compartit per tots els activistes. Ari Ne'eman recolza fermament l'ús de mètodes de tractament de l'autisme que milloren la comunicació i ajuden a desenvolupar habilitats cognitives i socials per poder viure independentment. De la mateixa manera, Emmanuelle Dubrulle (SATEDI) declara desitjable esborrar conductes autistes perquè la persona pugui conviure amb les neurotípiques. Stephen M. Shore, un doctor en educació diagnosticat amb «autisme regressiu» als 18 mesos, creu que no hi ha cap mètode que funcioni per a tothom. Recomana «una intervenció primerenca en el comportament, el desenvolupament i l'educació» per donar als autistes «una forta oportunitat de fer grans avenços cap a les habilitats necessàries per tenir reeiximent a l'escola i la societat». Temple Grandin declara que «tots els especialistes en autisme coincideixen que com més aviat un nen amb autisme comenci un programa especialitzat, millors seran els resultats», testificant que el seu tractament primerenc a partir dels dos anys i mig li ha estat de gran benefici.
Steve Silberman també va denunciar els excessos en l’aplicació intensiva de l'anàlisi conductual aplicat i el maltractament dels nens autistes per part dels seus pares, que els obliguen a mirar-los als ulls, a abraçar-los i a castigar-los quan expressen conductes autistes (com l'autoestimulació i les estereotípies), amb l'esperança de «guarir-los». La recerca frenètica d'alguns pares per a un guariment també ha conduït a pràctiques no avaluades científicament, fins i tot perjudicials per a la salut dels autistes, com la negativa a la vacunació, la quelació, i la dieta sense caseïna i sense gluten.

### El rebuig de la normalització
Un altre interrogant recurrent dels actors d’aquest moviment és saber fins a quin punt els autistes haurien de normalitzar-se per ser millor acceptats per la societat. Jim Sinclair testimonia haver escoltat a molts autistes compartir el patiment que els han provocat els intents dels seus pares o professionals de la salut per fer-los «normals», és a dir, conformes al comportament dels neurotípics. Això ha provocat que els activistes tornin a definir el comportament autista com a norma i que el comportament neurotípic sigui anormal. En la seva autobiografia, Josef Schovanec qüestiona «l'anomalia de la normalitat». Creu que el comportament de molts autistes es percep com a «anormal» a causa de les representacions socials i la seva raresa, mentre que les conductes problemàtiques de persones no-autistes, com la dels aficionats al futbol, es perceben com a normals per les mateixes raons i perquè són freqüents. De la mateixa manera, planteja la qüestió de l'eliminació de les estereotípies autistes:
| «                                    | No suposeu que els autistes tenen estereotípies i els que no són autistes no en tenen. Les estereotípies de les persones sense autisme simplement es donen per suposades i són més acceptades socialment. | » |
| — Josef Schovanec, Je suis à l’Est ! | |   |

Alguns dels activistes reivindiquen el seu dret a viure d’una manera considerada «anormal» per la majoria no-autista, per exemple de manera solitària i sense tenir contacte social, en la mesura que aquesta forma de viure no molesta de cap manera a les altres persones.

## Protagonistes, esdeveniments i campanyes

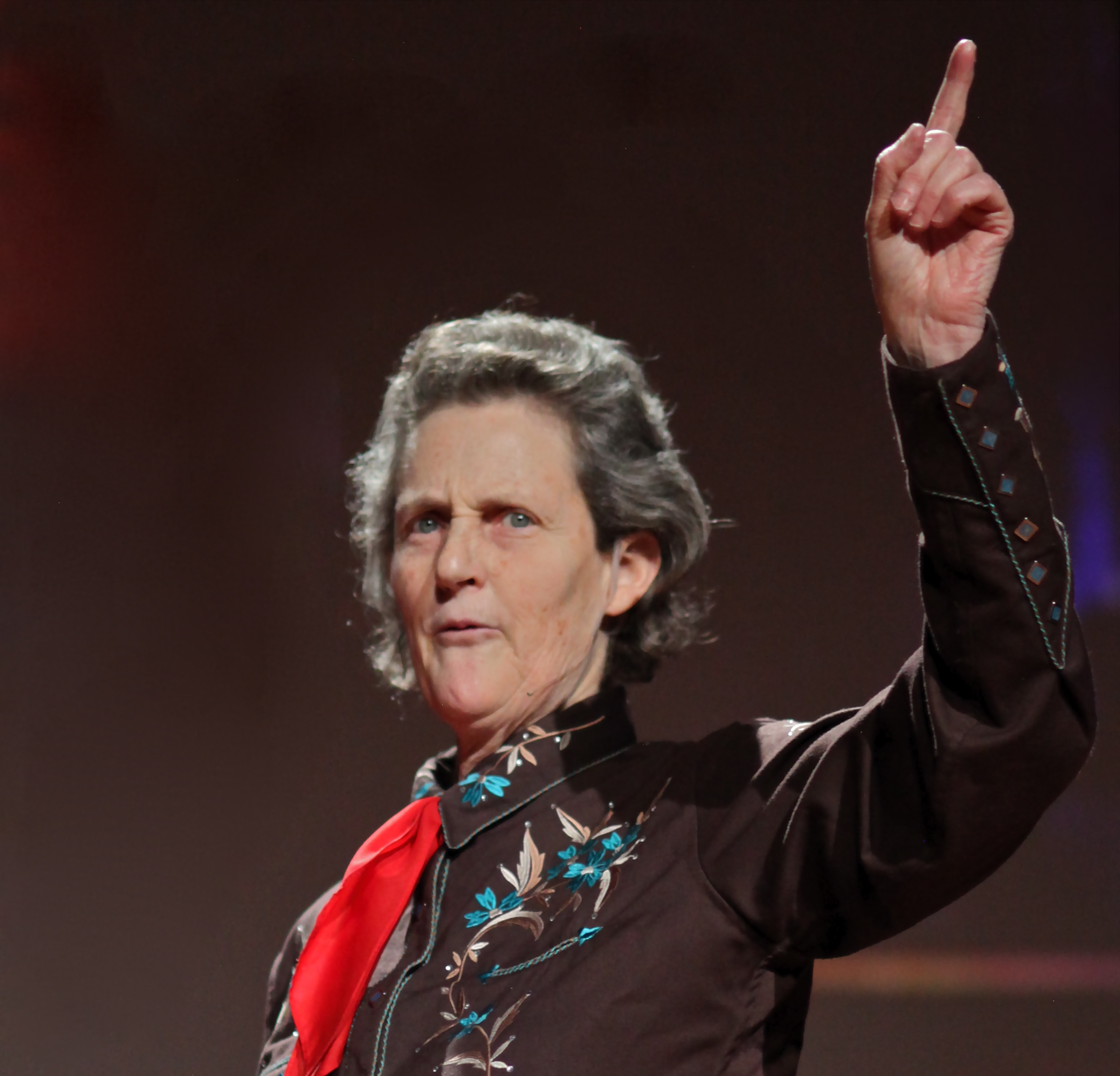
Temple Grandin, la primera persona amb autisme que va parlar obertament sobre la seva condició

Les persones que participen en aquest debat són majoritàriament adults autistes agrupats en associacions. Pares, científics i veus independents també s’han distingit per donar suport a les idees defensades per aquest moviment. Segons Brigitte Chamak, «recentment ha sorgit internacionalment una nova tendència, orientada cap al compromís directe i la legitimació de les veus de les persones amb autisme». El moviment és àmpliament difós al món anglosaxó, especialment a Amèrica del Nord i el Regne Unit. S’hi publiquen molts estudis sobre discapacitat relacionats amb la defensa del model social de la discapacitat enfront del model mèdic de l’autisme, cosa que condueix a una àmplia difusió d’aquest coneixement.
Així mateix, «els científics cognitius que treballen amb autistes sense discapacitat intel·lectual i que fan referència a la neurodiversitat viuen al Regne Unit i al Quebec». A l'Índia, el moviment encara s’ha de formar, en general hi ha molts prejudicis contra les discapacitats, tot i que el coneixement de l’autisme ha augmentat significativament des de la dècada del 2000. Des del 2011, l'Autism Society of West Africa (ASWA, Societat d’Autisme de l’Àfrica Occidental) organitza el mes d’abril l'Autism Awareness and Acceptance Month (Mes de la conscienciació i acceptació de l’autisme). Des del 2014, organitza, juntament amb el British Council d'Accra, tres dies de conferències sobre autisme i tecnologia cada any, que se celebren al voltant del Dia Mundial de la Conscienciació sobre l’Autisme. El 2016, el tema d’aquestes conferències és «Celebrar la neurodiversitat a l'Àfrica occidental», un tema que correspon al programa ASWA del 2016.

### Militants implicats

#### A Austràlia
Ciutadans australians van participar en el naixement d’aquest moviment. Membre fundador de l’ANI, Donna Williams ha escrit diverses obres autobiogràfiques relacionades amb qüestions d'identitat, inclòs el best-seller Nobody Nowhere. Contràriament a molts altres testimonis, considera que l’autisme és una condició externa a si mateixa, font de problemes de comprensió.
Judy Singer, una altra dona australiana formada en antropologia i sociologia, va definir la idea de la neurodiversitat a partir de les seves observacions de persones amb síndrome d’Asperger i la seva lectura de les obres de Donna Williams.

#### A Bèlgica
El belga Emmanuel Dubrulle, políglota i diagnosticat de síndrome d’Asperger, fa campanyes pel reconeixement dels drets dels autistes a Bèlgica i França. Es va donar a conèixer interpel·lant els principals mitjans francesos a principis del 2002 per demanar que es tingués en compte l'opinió dels autistes, enmig de la controvèrsia sobre el paper de la psicoanàlisi en l'autisme. Segons ell, «fins a finals de la dècada del 1990, principis de la dècada del 2000, hi havia molta gent que parlava del TEA, TGD, Autisme, establint teories i suposicions de vegades boges que passen pel nostre cap sense preocupar-nos personalment ni utilitzar sempre el sentit comú». Esdevingut president de l'associació SATEDI el 2006, llavors l'única associació francòfona de persones amb autisme, va participar en les recomanacions de l'Alta Autoritat per a la Salut francesa (Haute Autorité de santé) el 2012. S'oposa personalment al comunitarisme i denuncia els diagnòstics excessius fets a països anglosaxons sobre persones introvertides o «anormals». Ell mateix declara que està poc lligat «l'etiqueta» d'Asperger.

#### Al Canadà
A la dècada del 1990, els quebequesos Georges Huard, Michelle Dawson i Brigitte Harrisson van començar a testimoniar sobre la seva vida amb autisme. Originària de Mont-real, Michelle Dawson és alhora activista de les autoritats públiques i investigadora en ciències cognitives. Manté un blog on reivindica el reconeixement de l’autisme com a «diferència», sobre el model de reconeixement dels drets de les minories. A la dècada del 2000, va guanyar notorietat quan va denunciar l'exclusió social dels autistes al Canadà. Reuneix documents en un lloc web titulat per provocació No autistics allowed: Exploration in discriminations against autistics (No es permet l’autisme: exploració de discriminacions contra l’autisme). Va plantejar la qüestió de la representació molt baixa d'autistes entre les associacions oficials canadenques que se suposa que defensen els seus drets, que generalment solen mantenir pares no-autistes. Condemna una declaració oficial del líder de la Societat d’Autisme del Canadà al Senat canadenc el 2003: «L’autisme és pitjor que el càncer en molts aspectes, perquè la persona amb autisme té una vida útil normal. El problema el tens tota la vida». Ella demana una avaluació del cost de la lluita contra l’autisme com a malaltia.
| «                                               | Històricament, els grups exclosos de qualsevol discussió pública sobre ells mateixos (discussió social, legal, política i moral) han patit les conseqüències més greus i costoses. En el cas de l’autisme, la discussió pública, de la qual estem absents, s’ha intensificat fins al punt que tots els nostres talents i persistència, esperit i coratge ja no podran suportar aquesta marea. Vosaltres perdreu l'accés als nostres talents extraordinaris i vosaltres (el seu ministeri, el seu govern, el seu país) descobrirà que cap quantitat de diners ni reconeixement satisfarà mai aquells que intenten desterrar-nos, denigrar-nos i exterminar-nos. | » |
| — Michelle Dawson, Accès interdit aux autistes. | |   |

També denuncia derives en l’aplicació sistemàtica de teràpies cognitivoconductuals de tipus anàlisi conductual aplicat en nens diagnosticats d’autisme a The Misbehaviour of Behaviourists (El mal comportament dels conductistes). S’oposa a la idea que el 75% dels autistes tenen discapacitat intel·lectual. Michelle Dawson vol que els poders públics tinguin més en compte les opinions de les persones amb autisme en les polítiques de salut pública que els afecten.

#### Als Estats Units d'Amèrica

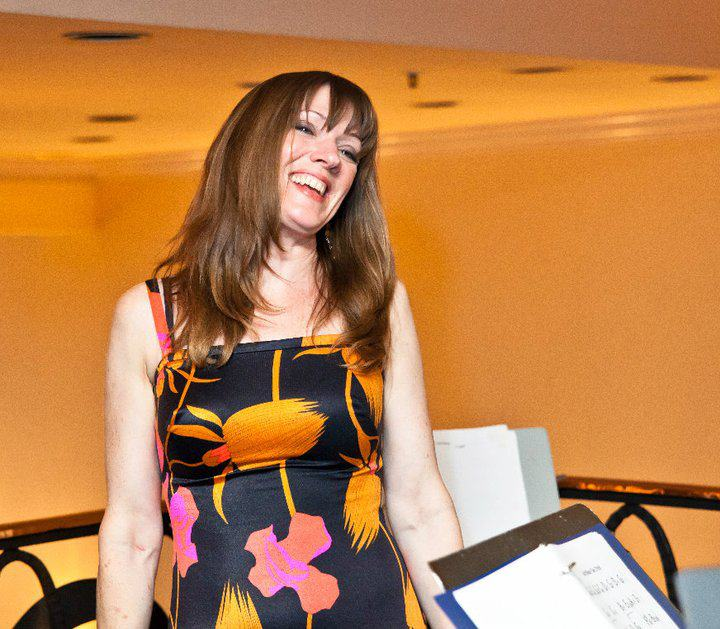
Rudy Simone, creadora del mot «Aspergirl»

Històricament, la majoria dels activistes pels drets dels autistes són ciutadans estatunidencs. Així, Temple Grandin va ser durant molt de temps l'única «veu dels autistes», i se sol citar els seus escrits. Va popularitzar la frase «different, not less» (diferent, no inferior) per reconèixer els reeiximents dels autistes. Ella creu, dins d'aquest debat, que s'haurien de fer esforços tant per part de les persones autistes com de les persones no-autistes, per tal de trobar un «punt mig millor».
Jim Sinclair també és un dels primers adults amb autisme a expressar-se públicament sobre els seus sentiments i les seves experiències, des del 1992, definint l’autisme com una «manera de ser» i oposant-se al guariment, ja que «no podem curar-nos de ser nosaltres mateixos». Conegut pel seu paper pioner en aquest moviment, va escriure molt poc, però el seu assaig d’unes quantes pàgines es va distribuir àmpliament:
| «                                                               | Doneu-me la dignitat de reunir-me segons els meus propis termes, reconèixer que nosaltres som estranys, que la meva manera de ser no és només una versió defectuosa de la vostra. Pregunteu-vos sobre les vostres suposicions. Definiu les vostres paraules. Treballeu amb mi per construir més ponts entre nosaltres. | » |
| — Jim Sinclair, Bridging the gaps: an inside-out view of autism | |   |

És partidari d'una societat inclusiva per a totes les persones amb discapacitat, i s'oposa a la formulació «persona amb autisme», que utilitzen algunes associacions i activistes, que considera negativa. Prefereix la frase «persona autista», que diu que demostra més que l'autisme és fonamental per a la identitat.
Ari Ne'eman, cofundador de l'Autistic Self Advocacy Network (ASAN), diagnosticat d'Asperger, és activista des dels setze anys, quan va dir a un dels seus companys que els autistes estan «discriminats com una minoria». Descriu les interaccions socials de les persones neurotípiques com una «segona llengua», cosa que «no li resulta fàcil». Considerat tan superdotat com discapacitat, vol que aquesta condició deixi de ser vista com l’aliança de dos contraris.
Kathleen Seidel, creadora de neurodiversity.com, és la mare d’un nen diagnosticat d’Asperger. Ha participat en la defensa dels drets humans, així com en el debat sobre el paper de les vacunes en l’autisme, creient que l’argument que l’autisme és el resultat d’una intoxicació és menyspreable, a més de «ser científicament controvertit». També fa campanyes per a millorar les qualitats dels autistes, de manera que l’anunci del diagnòstic d’autisme deixi de ser vist com una tragèdia per als pares:
| «                                                | L’autisme forma part de la nostra humanitat, com la capacitat de somiar. Aquesta és una de les possibilitats del nostre món. Forma part de la condició humana [...]. | » |
| — Kathleen Seidel, Entrevista per Andrew Solomon | |   |

Liane Holliday-Willey va encunyar la paraula «Aspie» per referir-se a les persones amb la síndrome d'Asperger en la seva autobiografia, Pretending to be normal (Pretendre ser normal), el 1999.
Rudy Simone, autora d'Aspergirls: Empowering Females with Asperger's Syndrome, una obra que demana l'apoderament de les dones autistes, va crear i popularitzar la paraula «Aspergirl» per designar les dones amb síndrome d'Asperger.

#### A França

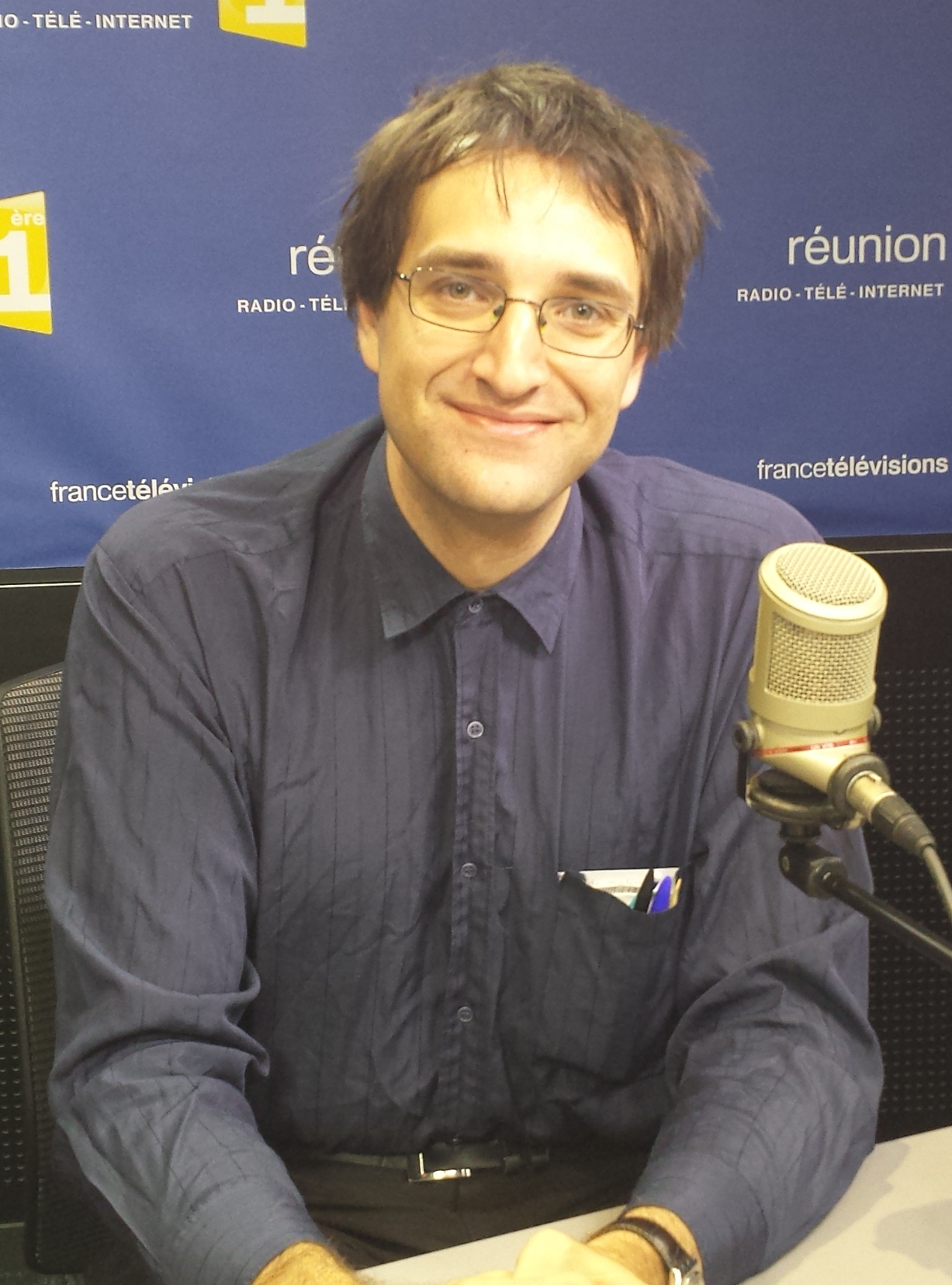
L'escriptor i activista francès Josef Schovanec, creador d'Autistan

Segons el psiquiatre infantil francès Jacques Constant, les primeres afirmacions franceses les fa Chantal Tréhin, la mare de Gilles Tréhin, que va comentar el 1993 a la pàgina web d’Autisme France sobre la publicació de testimonis i llibres anglosaxons, subratllant «que als Estats Units i Anglaterra, els autistes d'alt funcionament tenen veu en les revistes de les associacions». Segons Stéfany Bonnot-Briey, de l’associació SATEDI, el 2002 i el 2003 no hi havia a França cap estructura que representés els autistes, a causa de la gran manca de coneixement de l'autisme d’alt funcionament i de la síndrome d’Asperger.
Els testimonis en aquesta àrea segueixen sent molt escassos, sent el moviment poc establert i poc publicitat. Brigitte Chamak creu que la resistència dels psiquiatres francesos a les classificacions internacionals de l'autisme és l’origen d’aquest buit en la constitució de comunitats d’autistes. Les associacions de pares d'autistes gaudeixen d’un monopoli virtual i tenen molta més visibilitat mediàtica que les de les persones amb autisme, l’opinió de les quals és sovint ofegada en els estudis de sociologia francesos, que confonen les associacions de pares d'autistes amb associacions d’autistes. El 2016 no es va celebrar el Dia de l’Orgull Autista a França.
Josef Schovanec, escriptor, filòsof i activista des del 2007, defensa la neurodiversitat i el model social de la discapacitat, ja que, segons ell, es pot reconèixer l'autisme «com a mirall de la societat, dels seus desafiaments i dels seus problemes». Va crear a través de les seves obres i de les seves cròniques radiofòniques «Autistan», que ell descriu com «la terra dels autistes». Va expressar els seus temors a una política eugenèsica en matèria de l'autisme. Prefereix utilitzar l'expressió «neurotípic» en lloc de «no-autista» i «autista» o «persona autista» en lloc de «persona amb autisme», considerant l'autisme com a part de la seva identitat, però no l'única manera de definir-se. Expressa reserves sobre el comportament i les demandes de certs activistes. La presidenta de SOS Autisme France, Olivia Cattan, descriu les seves conferències com «plenes d'humor».
Hugo Horiot va declarar contra la demora del suport a França i la institucionalització, i a favor d’una societat inclusiva. Alex Plank va fer una pel·lícula documental anomenada Shameful (Vergonyòs) sobre la situació dels autistes a França.
Dimitri Fargette és una persona diagnosticada autista el 2015, als 35 anys, i hospitalitzada en un establiment psiquiàtric del Jura en una unitat d’atenció a pacients difícils (serveis hospitalaris psiquiàtrics de França especialitzats en el tractament de pacients mentals que presenten un perill per a ells o per als altres). La seva família, en particular el seu germà Nicolas Fargette, va decidir organitzar operacions de «cop de puny» durant el 2016. Aquest últim es va encadenar primer a les portes de la prefectura del Jura; unes setmanes després va pujar per la façana del mateix edifici per desplegar una pancarta per denunciar el destí del seu germà. Aquesta situació afecta a altres persones amb autisme, tal com va indicar el primer ministre francès Édouard Philippe en una declaració del 6 d’abril de 2018:
| « | Avui ens trobem davant d’una obligació ètica, una responsabilitat col·lectiva perquè el lloc de fer vida dels adults autistes, al segle XXI, no pot ser l’hospital. | » |

#### Al Regne Unit

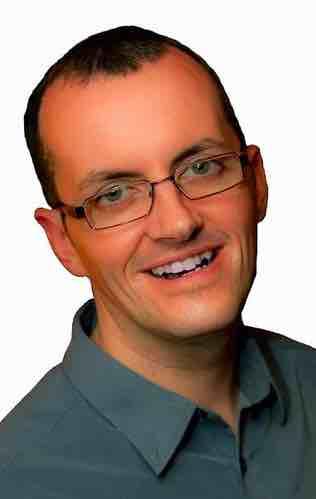
El militant britànic Kevin Healey

El Regne Unit té un gran nombre de campanyes de sensibilització sobre l’autisme. L'escriptor Daniel Tammet ha alimentat el debat entorn del reconeixement positiu del funcionament neurològic diferent dels autistes, a través de les seves obres, però no té activitats d'activisme. Originari de Staffordshire, Kevin Healey fa campanya des del 2001, sobretot contra l'assetjament escolar i el ciberassetjament que sovint experimenten nens i adolescents amb autisme. El 2009, l’actriu britànica Lizzy Clark, diagnosticada amb la síndrome d’Asperger, va llançar una campanya d'apoderament anomenada Don't Play Me, Pay Me, per a animar la gent discapacitada realitzar carreres artístiques.

#### A Suècia
Suècia és un dels països on el moviment està ben establert. Una escriptora sueca, Gunilla Gerland, va escriure A Real Person: Life on the Outside (títol original suec: En riktig människa), un llibre en què defensa la neurodiversitat. Ella recolza la teoria de les causes úniques biològiques de l'autisme i, segons Brigitte Chamak, parla «en nom de totes les persones amb autisme». El sentit de pertinença a la comunitat i el paper de portaveu es reforcen amb l’ús del pronom «nosaltres».

### Científics implicats

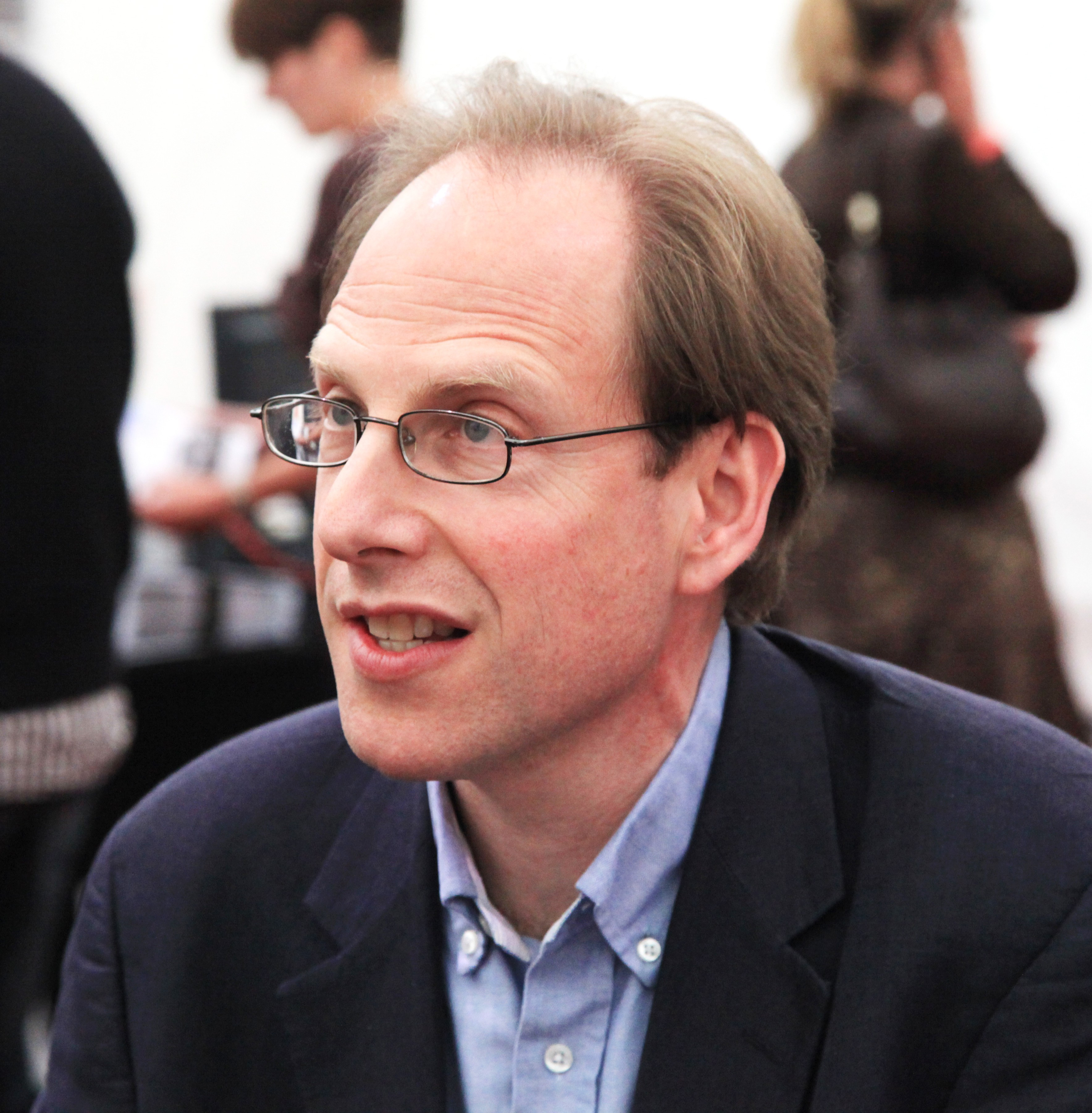
El neurocientífic britànic Simon Baron-Cohen vol que les formes d'autisme d'alt funcionament i la síndrome d'Asperger siguin considerades com a diferències neurològiques

Diversos investigadors i científics defensen posicions similars a les del moviment pels drets dels autistes, o fins i tot se sumen a la causa, com és el cas del psicòleg britànic Tony Attwood. El neuròleg britànic Oliver Sacks va presentar al seu llibre An Anthropologist on Mars (1995) dues persones autistes, Temple Grandin i Stephen Wiltshire, amb certa compassió i una descripció detallada dels reptes que afronten en la seva vida quotidiana. Va plantejar la hipòtesi que l’autisme també és la font de qualitats i èxit, especialment en el seu diagnòstic retrospectiu del científic Henry Cavendish. Ja el 1999, la psiquiatra britànica Francesca Happé va qüestionar si l'autisme es podia considerar un estil cognitiu concret, més que no pas un dèficit. El 2000, Simon Baron-Cohen va defensar que la síndrome d'Asperger i l'autisme d'alt funcionament no s'havien de jutjar en termes de dèficit, sinó en termes de diferència, argumentant que els beneficis de aquestes peculiaritats mèdiques compensen les dificultats que generen. El 2009, el metge de família britànic i pare d’un nen autista Michael Fitzpatrick va escriure Defeating Autism: A Dangerous Delusion (Derrotar l'autisme: una il·lusió perillosa), un llibre on defensa la neurodiversitat i denuncia l’augment en popularitat dels tractaments biomèdics, en el context de la controvèrsia sobre el paper de la vacunació en l’autisme.
Un dels més compromesos és Laurent Mottron, un investigador cognitivista francès que treballa a Mont-real, que va escriure el llibre L'Autisme: une autre intelligence (Autisme: una altra intel·ligència), i compta amb Michelle Dawson entre el seu equip d'investigadors de la Universitat de Mont-real. Dona testimoni en un article de la revista Nature el 2011, Changing perceptions: The power of autism (Canviar les percepcions: el poder de l’autisme), sobre com aquesta col·laboració el va portar a considerar l’autisme com un força. Milita pel reconeixement del fet que la majoria dels autistes no són deficients mentals, i testimonia les dificultats que troben aquestes persones per «viure en un món que no ha sigut construït al voltant de les seves prioritats i els seus interessos»:
| «                 | […] el meu grup de recerca i altres creuen que l’autisme s’hauria de descriure i estudiar com una variant dins de l'espècie humana. Aquestes variacions en la seqüència o expressió gentètica poden tenir conseqüències adaptatives o desadaptatives, però no es poden reduir a un error de la natura que s’hauria de corregir. | » |
| — Laurent Mottron | |   |

La neurocientífica Fabienne Cazalis va parlar a Pour la science a favor de tenir en compte millor les peculiaritats autistes de la societat francesa. Brigitte Chamak assenyala que la majoria de científics que donen suport a la neurodiversitat es basen en l'experiència amb persones amb autisme d’alt funcionament o amb síndrome d'Asperger.
L'economista Tyler Cowen va parlar amb Temple Grandin sobre els beneficis econòmics que els autistes aporten a la societat, dient que «les persones de l'espectre autista són part integral de moltes facetes econòmiques del món, i aporten la seva contribució en matèria de finances, habilitats intel·lectuals, cultura i acords polítics», afegint que el seu talent en l'organització de la informació és extremadament valuós en la societat actual. Igual que Temple Grandin, deplora que la condició autista segueixi sent estigmatitzant. A més, diversos investigadors universitaris que han rebut un diagnòstic, com Stephen M. Shore, participen directament en el moviment.

### Periodistes implicats

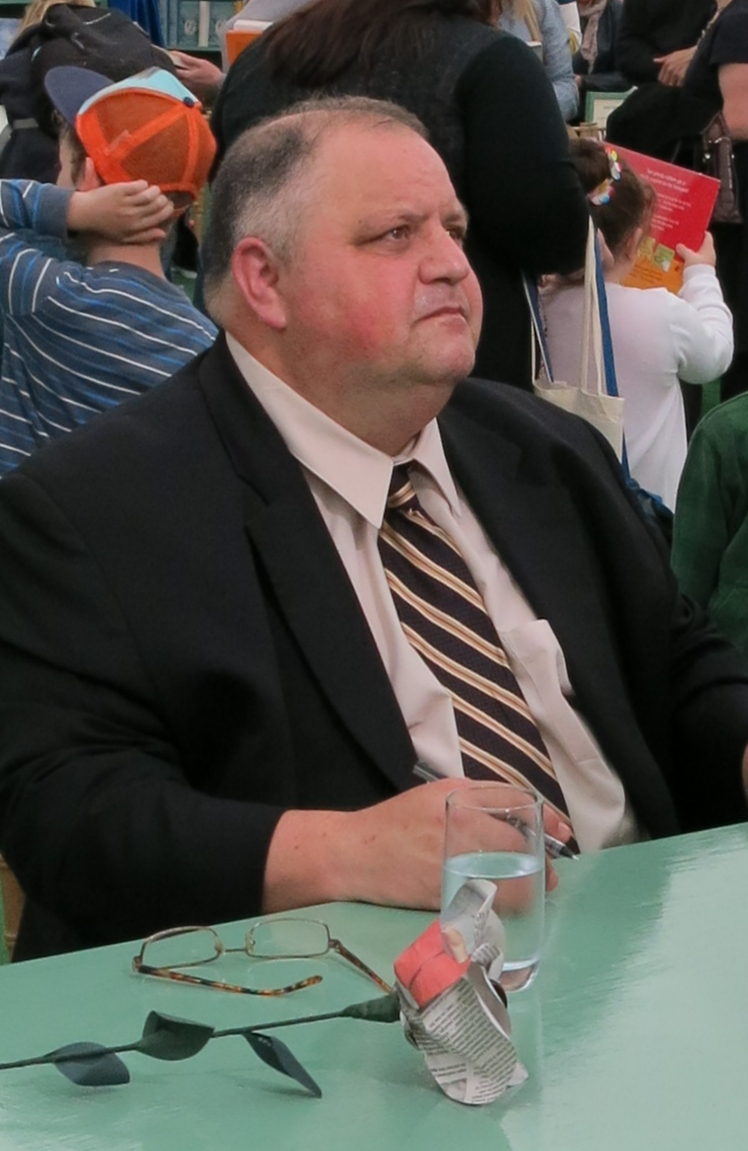
Steve Silberman durant una sessió de signatures el 2016

Steve Silberman, escriptor-periodista autor de The Geek Syndrome, guanyador d’un premi Samuel Johnson, ens convida a qüestionar la línia traçada entre normalitat i anormalitat al seu llibre més venut, NeuroTribes. Lamenta que els diners recaptats per associacions com Autism Speaks s’utilitzin per a la investigació genètica per trobar les causes de l’autisme, en lloc de millorar les condicions de vida dels autistes i els seus pares, reforçant així la idea que és una malaltia i una anomalia. Testifica que assistir a la conferència Autreat li va ser molt més útil per entendre com viuen els autistes que llegir cent estudis sobre el tema:
| «                               | […] em van donar l'oportunitat de representar una minoria neurològica per primera vegada a la meva vida, cosa que em va obrir la ment als desafiaments que afronten les persones amb autisme en una societat que no els estava dissenyada per a ells, i em vaig equivocar sobre alguns prejudicis perniciosos, com ara segons el qual els autistes no tenen humor i imaginació creativa. Després de només quatre dies al món dels autistes, el món ordinari em va semblar un assalt sensorial permanent. | » |
| — Steve Silberman, NeuroTribes. | |   |

També defensa la neurodiversitat i la noció d’espectre autista:
| «                               | De fet, segons les estimacions actuals de prevalença, les persones amb autisme són una de les minories més grans del planeta. | » |
| — Steve Silberman, NeuroTribes. | |   |

### Associacions
Hi ha diferents associacions que defensen els drets dels autistes, principalment estatunidenques. Algunes només tenen persones autistes, d'altres també inclouen pares i professionals de la salut. Aquestes associacions adopten posicions més o menys moderades. Al Regne Unit, on hi ha diverses, s’han creat associacions més radicals en reacció a les posicions de la National Autistic Society, que es considera que no està prou compromesa. Aquests grups creuen que les persones amb autisme són una minoria dominada per persones no-autistes que no entenen les seves necessitats i aspiracions.
| Nom                                      | Any de creació | País o regió                        | Descripció |
| ---------------------------------------- | -------------- | ----------------------------------- | --- |
| National Autistic Society (NAS)          | 1962           | Regne Unit                          | Organització benèfica britànica fundada per ajudar les persones amb autisme. Se centra en el suport i l'educació. |
| Autisme Europe (AE)                      | 1983           | Europa                              | Federació d'ONG en el camp de l'autisme amb l'objectiu de representar els autistes a les institucions europees, promoure els seus drets i dignitat, sensibilitzar sobre l'atenció, l'educació i el benestar, contactar i coordinar les ONG del camp de l’autisme, intercanviar informació i experiències.                                                   |
| Autism National Committee (AutCom)       | 1990           | Estats Units d'Amèrica              | Organització que té com a objectiu la justícia social per a totes les persones amb autisme. Lluitar contra l'assetjament escolar dels autistes i defensar la comunicació facilitada. |
| Autism Network International (ANI)       | 1992           | Estats Units d'Amèrica              | Primera associació creada per i per a persones amb autisme. |
| The Worldwide Autism Association (WAA)   | 1998           | Suïssa                              | Organització internacional d'autogestió per a persones amb autisme. |
| SATEDI                                   | 2004           | Bèlgica, França, Quebec i Suècia    | Principal associació francòfona creada per autistes, per a la difusió del coneixement sobre el TEA. No defensa la neurodiversitat ni la visió identitària. |
| Aspies For Freedom (AFF)                 | 2004           | Regne Unit                          | Associació britànica que lluita contra les polítiques eugenèsiques, pel reconeixement d’una comunitat cultural i per l’orgull autista. Ha tingut fins a 20.000 membres. Actualment és inactiva. |
| Autistic Liberation Front (ALF)          | 2005           | Regne Unit i Estats Units d'Amèrica | Associació estatunidenca creada per Amanda Baggs i Laura Tisoncik per a «alliberar la minoria autista oprimida», entre altres coses, lluitant contra la recerca d'una cura per a l'autisme. |
| The Autism Acceptance Project (TAAP)     | 2006           | Canadà                              | Creada per Esthée Klar, mare d’un nen autista, amb l’ajut d’un comitè de direcció format per autistes. |
| Autistic Self Advocacy Network (ASAN)    | 2006           | Estats Units d'Amèrica              | Co-creada per Ari Ne'eman per combatre les representacions negatives de l'autisme mitjançant l'autogestió. |
| Les 4A                                   | 2009           | França                              | Agrupació de set associacions franceses per a la defensa dels drets de les persones amb autisme sense discapacitat intel·lectual, que reuneixen pares i adults amb autisme (Asperansa, Ass des as, Teddy, Apipa-Asperger-TED, Asperger-accueil, Atypik i Als'Asperger). Va crear el Dia Nacional de la Síndrome d’Asperger a França (18 de febrer) el 2014. |
| Autism Women's Network (AWN)             | 2009           | Estats Units d'Amèrica              | Associació interseccional creada per diverses dones autistes, amb l'objectiu de defensar tant els drets de les persones autistes com el feminisme. |
| Autistic UK                              | 2010           | Regne Unit                          | Associació britànica creada per persones amb autisme per a defensar els drets dels autistes al Regne Unit. Organitza l'Autistic Pride Day a Londres des del 2015. |
| Thinking Person's Guide To Autism (TPGA) | 2010           | Estats Units d'Amèrica              | Font d'informació en línia per ajudar i donar suport als autistes. |
| The I Can Network (TICN)                 | 2013           | Austràlia                           | Grup australià d’autososteniment fundat per i per a persones amb TEA. |
| Autistic Minority International (AMI)    | 2013           | Suïssa                              | Grup d'autogestió fundat per obtenir el reconeixement de la comunitat autista com a minoria cultural i una protecció integral dels autistes contra la discriminació. |
| White Unicorn e.V.                       | 2015           | Alemanya                            | Associació per al desenvolupament d’un entorn favorable als autistes. |
| CLE-Autistes                             | 2018           | França                              | Col·lectiu per a la llibertat d’expressió de persones autistes que treballen pels drets fonamentals i l’autodeterminació, gestionat per i per a persones autistes. |

#### Autism Network International

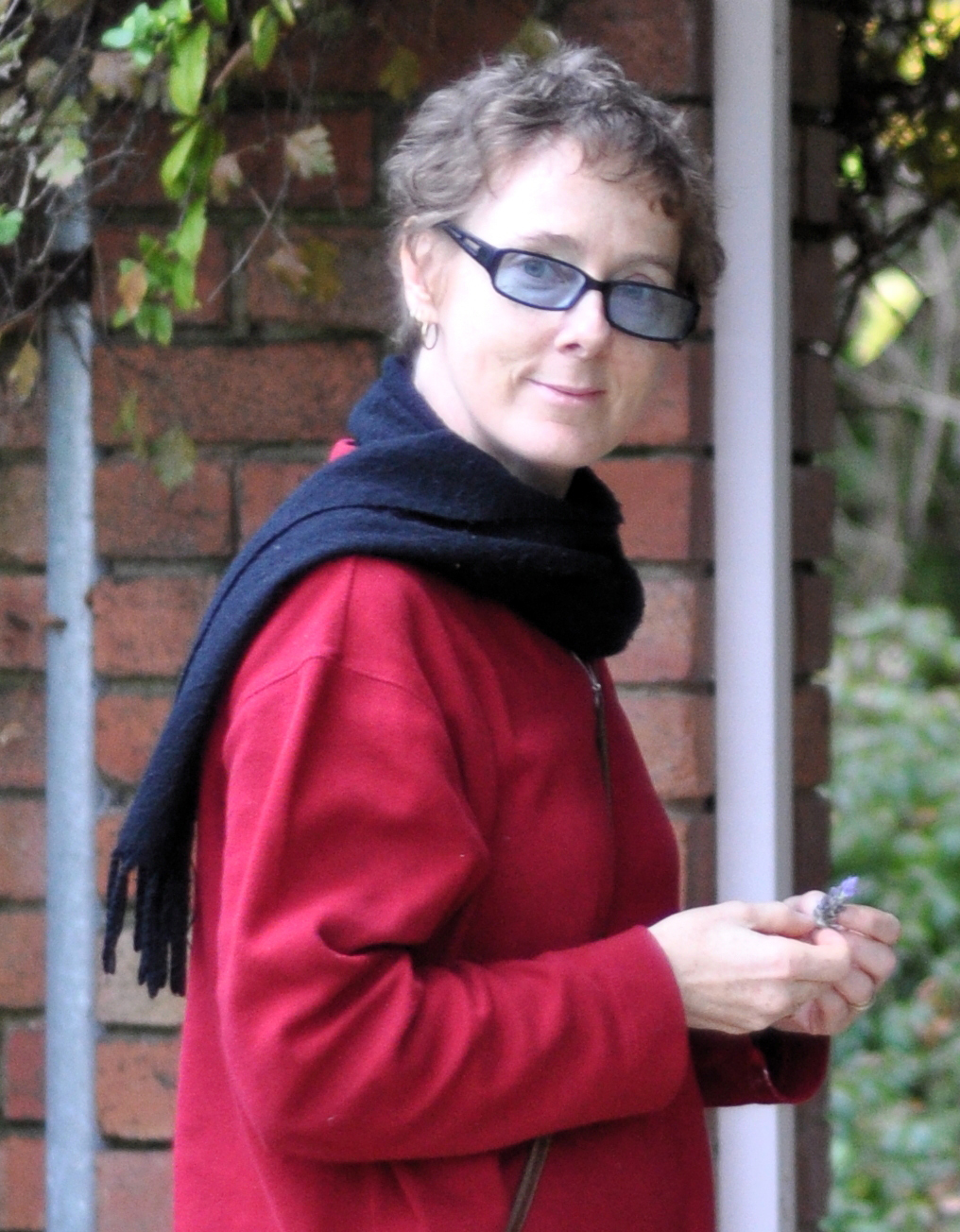
Donna Williams, membre fundadora de l'Autism Network International (ANI)

Autism Network International (ANI, Xarxa Internacional Autista) és la primera associació històricament creada entre autistes. Creada el 1991 per Jim Sinclair, Kathy Lissner Grant i Donna Williams, amb motiu d’una conferència de la societat americana de l'autisme, respon a la idea habitualment popularitzada per les associacions de pares d'autistes que l'autisme és una tragèdia. Segons la seva pròpia definició, és una xarxa creada per i per a persones amb autisme, l'objectiu de la qual és permetre als autistes viure decentment, sense fer-los no-autistes, ni buscant aïllar-los de la resta del món. Destaca la formació contínua i publica un diari, Our Voice (Nostra veu).

#### Aspies For Freedom
Aspies For Freedom (AFF, Aspies per a la Llibertat) és una organització benèfica britànica fundada el 2004 per Amy i Gareth Nelson, en resposta als riscos de la política eugenèsica sobre l'autisme. Aquesta associació, que s’ha convertit en la líder del moviment al Regne Unit, es va donar a conèixer enviant una petició a les Nacions Unides aquell mateix any, demanant el reconeixement de la comunitat autista com a minoria cultural. La sol·licitud no va tenir èxit, però AFF ha publicat una Declaració de la comunitat autista en què es detallen els motius per demanar aquest reconeixement i el treball en curs per fer-ho realitat. AFF també va proposar el 18 de juny celebrar cada any el Dia de l'Orgull Autista. L'AFF es posiciona contra tractaments que es consideren nocius (quelació, anàlisi conductual aplicat), en defensa de la noció d'espectre autista i de la desconstrucció de les diferències entre les formes d'autisme.
Amy i Gareth Nelson van publicar en línia paròdies de la pàgina web Autism Speaks, argumentant que aquesta última associació no és una portaveu de persones amb autisme, sinó que, al contrari, silencia les seves veus i les seves demandes. Gareth Nelson i altres membres de l'AFF s'oposen a la creació de proves prenatals per a detectar trastorns de l'espectre autista i descriuen l'autisme com una diferència en lloc d'una discapacitat.

#### Autistic Self Advocacy Network
L’Autistic Self Advocacy Network (ASAN, Xarxa d'autogestió autista) va ser co-creada el 2006 per Ari Ne'eman, diagnosticada de síndrome d’Asperger. Va denunciar una campanya publicitària de la Universitat de Nova York llançada el 1r de desembre de 2007 que va retratar l'autisme com una malaltia greu, una epidèmia i una desgràcia que «s'emporta els nens». L'acció de l'ASAN va tenir una àmplia cobertura mediàtica i va acabar amb èxit, ja que els cartells van ser retirats tres setmanes després. Harold Koplewicz, el director del Child Study Center (Centre d'Estudis Infantils), creador de la campanya, admet que va cometre un error: «Pensava que lluitàvem contra la ignorància, no pensava que lluitàvem contra pacients adults». L’any següent, ASAN es va oposar a una campanya publicitària de la PETA que suggeria un vincle entre la caseïna de la llet i l’autisme.
En general, ASAN rebutja les representacions que donen una imatge molt negativa de l'autisme i que fan por als pares, cosa que, segons Ne'eman, condueix a la idea que els autistes no poden viure entre la societat i que s'han d'enviar a «podrir-se» en institucions especialitzades.

#### SATEDI
Segons Brigitte Chamak, SATEDI (Spectre Autistique Trouble Envahissant du Développement International) és la primera associació de parla francesa creada per i per a persones amb autisme, en aquest cas el 4 de febrer del 2004, per un quebequès i una francesa amb síndrome d'Asperger. Segueix sent la principal associació d'autistes que treballen a França i als països de parla francesa. Aquesta associació també és activa al Quebec, Suècia i Bèlgica. Adopta un discurs dirigit a difondre informació fiable sobre el TEA a autistes i als seus familiars, sense comunitarisme ni reivindicant el concepte de neurodiversitat. Aquesta associació ha abordat les posicions d’Autisme France, que va proposar a alguns dels seus membres que formessin part del seu consell d'administració.

#### CLE Autistes
El Col·lectiu per la llibertat d’expressió d'autistes (CLE Autistes), és una associació francesa creada per i per a persones autistes el 29 de setembre de 2018, gràcies a les xarxes socials. Es va formar per primera vegada a Facebook en resposta als atacs del món de l’autisme, en particular de les associacions de pares d'autistes contra l’actor autista Hugo Horiot, abans d’organitzar-se en una associació jurídica de 1901. Aquesta associació col·legial va ser creada per membres actius autistes per a la direcció i membres associats. Adopta un discurs centrat en la neurodiversitat i els drets civils envers la discapacitat, en línia amb l’activisme de les persones amb discapacitat al món angloamericà. Aquest activisme s’alinea amb el model social de la discapacitat i desinstitucionalització, reivindicat per la Convenció sobre els drets de les persones amb discapacitat, que el situa en desacord amb la posició anterior del SATEDI. CLE Autistes adopta, per primera vegada al món francòfon, el concepte de cultura autista, amb l'objectiu de convertir l'autisme en una identitat cultural en lloc de ser un diagnòstic mèdic, igual que la cultura sorda.

### Reunions
També hi ha reunions d'esdeveniments organitzades originalment per i per a persones amb autisme, principalment als Estats Units d'Amèrica. La primera d'aquest tipus, «Autreat» (d'Autistic Retreat, «refugi autista»), es va crear el 1996. Aquesta reunió anual està dissenyada per ser agradable per a persones amb autisme, en un entorn rural. Es controla l'entorn per eliminar les possibles fonts d’estrès i sobrecàrrega sensorial i permetre que les persones amb autisme es relaxin i es trobin. A més, l'ANI va crear des de la primera edició un codi de colors en forma de distintiu que permetia a les persones amb autisme, fins i tot els no-verbals, expressar el seu desig o no de tenir interaccions socials. Aquesta primera edició, celebrada el juliol-agost del 1996, va acollir una mig centenar de persones, inclosos familiars d'autistes, així com un o dos professionals de la salut. El 2004, amb l’augment de participants, Autreat es va traslladar a un campus universitari. La majoria dels participants són autistes amb un «alt funcionament», però alguns són no-verbals. Alguns participants expressen durant aquestes reunions el benestar que els provoca la sensació de trobar-se amb la seva comunitat i comparen els participants de la reunió amb una diàspora.
S'han realitzat altres esdeveniments similars, incloent Project Empowerment a Suècia.
Al Regne Unit, Gareth Nelson va organitzar la reunió «Autscape», una trobada de tres dies; l'edició de 2007 es va celebrar a Somerset, també en un entorn controlat per a ser Autism Friendly (tranquil i sense llums fluorescents), on «els comportaments considerats estranys pels neurotípics, com ara les estereotípies i la manca d'habilitats socials, es consideren la norma».
Segons Silberman, el comentari més freqüent dels autistes que assisteixen a aquestes reunions és que per primera vegada a la vida «ja no se senten discapacitats».
A més, els adults autistes organitzen reunions ad hoc del tipus «cafè Asperger», per discutir i ajudar-se mútuament. Existeixen moltes associacions de cites, com ara Asperger-friend a la regió de París, patrocinada per Josef Schovanec. Segons el psicoanalista Hervé Bentata, tot i que aquest desig de crear enllaços sembla contradictori amb les dificultats de comunicació específiques de l’autisme, s’explica pel fort ús d'Internet i de les xarxes socials a internet, que els permet evitar les interaccions cara a cara. Josef Schovanec recomana dos fòrums de discussió per a francòfons: el de l’associació Asperansa i el de l’associació SATEDI.

## Crítiques i controvèrsies
Des del principi, el moviment pels drets dels autistes ha generat polèmica a causa de les diferències d’opinions relacionades relacionades amb l'existència de controvèrsies sobre l'autisme a escala internacional. És objecte de diverses crítiques, principalment de pares d'autistes, però també d'autistes que no comparteixen aquestes idees i de professionals de la salut. Els pares més oposats troben absurd «celebrar una malaltia mental». Aquesta oposició entre associacions de pares d'autistes i associacions d’autistes és més forta als països anglosaxons, però no en altres països on les associacions d’autistes col·laboren amb les dels pares d'autistes i els poders públics.
El filòsof francès Denis Forest assenyala que la defensa del concepte de neurodiversitat va de la mà «d'una forta desconfiança en el coneixement mèdic contemporani».
El psiquiatre i psicoanalista francès Jacques Hochmann parla obertament contra aquest moviment. Lamenta la inclusió cada cop més freqüent de l'experiència laica de persones amb autisme en els diferents plans d'autisme a França. Per a ell, «els més extremistes neguen que es vegin afectats per qualsevol trastorn i s'oposen no només als anomenats enfocaments psicoanalítics sinó a qualsevol forma d'educació especialitzada». També s'oposa a la idea que el seu «possible patiment» pugui venir «d'una societat incapaç de tolerar i adaptar-se a les seves particularitats». El psiquiatre infantil francès Jacques Constant creu que la naturalesa mateixa del moviment l'exposa a un risc de deriva sectària: «De fet, en agrupar-se, les persones amb TEA tendeixen a dividir la societat en dues categories massa diferents: una al costat del TEA sense imaginació ni sentit social, però amb un sentiment de pertinença a una minoria subestimada en les seves potencialitats lògiques; i, de l'altra, els neurotípics obstaculitzats per la seva imaginació i el seu sentit social per entendre el TEA».

### La modificació de la definició d’autisme

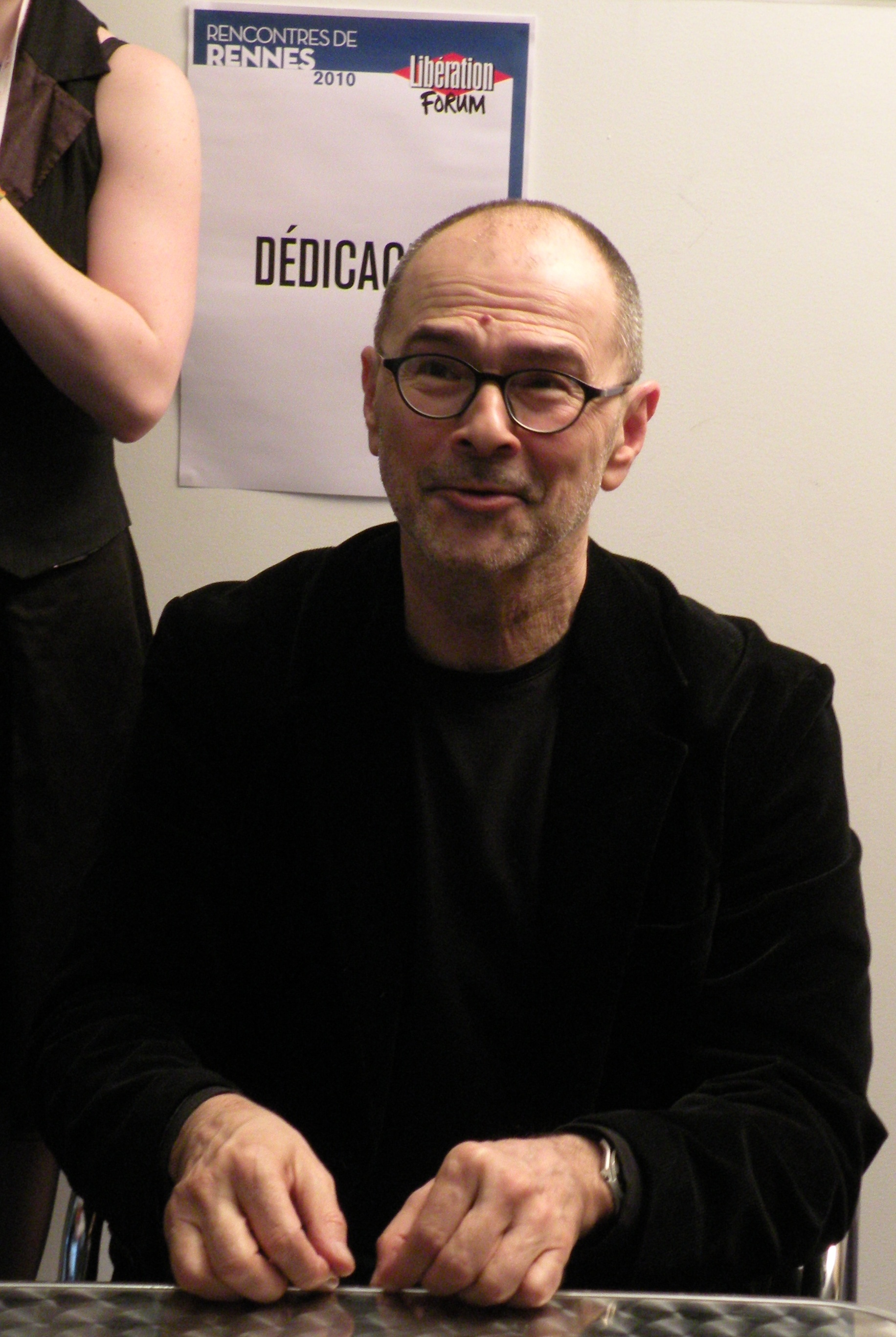
Alain Ehrenberg critica la modificació de la definició d'autisme induïda per la noció de neurodiversitat

El sociòleg francès Alain Ehrenberg planteja el problema de les modificacions creades per aquest moviment pel que fa a la percepció de l’autisme, que tendeix a abandonar el camp del trastorn psíquic i la psiquiatria, mentre hi entren noves patologies derivades de problemes socials.
Per a Steven Hyman, del National Institute of Mental Health (NIMH), considerar a les persones que abans es coneixien amb discapacitat mental com a simples excèntrics, comporta una crisi de salut pública.
Per contra, Brigitte Chamak creu que el desig de molts adults no diagnosticats de rebre un diagnòstic oficial d’autisme per reconèixer-se com a part de la «comunitat autista», pot conduir a l'estigmatització, ja que les persones que una vegada van ser percebudes com a estrambòtiques o excèntriques ara es defineixen com a «autistes». Basant-se en un article d'Ian Hacking, assenyala que l'existència d'un moviment per defensar els drets de les persones autistes s'acompanya d'un augment de les sol·licituds de diagnòstic, que sovint condueixen a confirmacions.

### La no-representació de l'autisme greu
La representació de persones amb diferents nivells de TEA (autisme lleu, moderat o greu) és controvertida. Aquests crítics argumenten que qualsevol persona afectada per TEA que sigui capaç de manifestar-se en contra de la idea de ser «tractada» ha de tenir algun tipus d'autisme considerat autisme lleu, autisme d'alt funcionament o síndrome d'Asperger.
Lenny Schafer, pare estatunidenc d'un nen autista «greu» i autor del Schafer Autism Report, va suggerir que dins d'aquest moviment qualsevol ús de la paraula «autisme» s'hauria de canviar per la de «síndrome d'Asperger» per a donar-li sentit. En resposta a aquesta crítica, Michelle Dawson defensa el contraargument per incorporar la síndrome d'Asperger amb altres TEA al DSM-5.
Quan una persona amb autisme parla per defensar els drets de la seva comunitat, sovint se l’acusa de «no ser prou autista», o almenys no prou per a representar les persones amb formes greus d’autisme. Jacques Constant destaca que des de la dècada del 2000, el moviment i les representacions mediàtiques de la síndrome d’Asperger han tendit a conduir a una assimilació de l’autisme a una forma d'intel·ligència excepcional. No obstant això, hi ha activistes no-verbals qualificats com a autistes greus en aquest moviment, incloses Amy Sequenzia i Amanda Baggs.

### La necessitat d’atenció

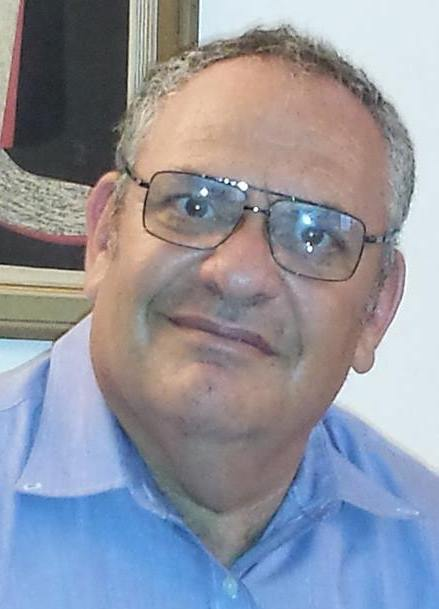
L’activista i escriptor Jonathan Mitchell vol que es tracti l'autisme

Els pares de nens amb autisme que consideren el TEA com una malaltia o discapacitat creuen que s’han d’oferir teràpies destinades a suprimir les estereotípies en benefici dels seus fills, ja que creuen que reduirà el seu patiment futur. En el moviment anglosaxó, aquesta posició en el model mèdic de l’autisme es coneix com pro-cure perspective (posició pro-cura). A França, el president de l'associació Vaincre Autisme va declarar que l'enfocament dels activistes de la neurodiversitat no té cap base científica i que aquesta minoria activista amaga el patiment de les persones amb autisme més greu.
Lenny Schafer va respondre al moviment anti-cura que aquesta actitud demostra «una típica manca d'empatia dels autistes, que consideren que no haurien d'ajudar els seus fills». Creu que aquesta «minoria de persones», que reben l'atenció dels mitjans per redefinir l'autisme com un avantatge, «s'hauria d'ignorar». Mark Blaxill, un altre dels pares líder del moviment antivacunes, va més enllà qualificant-los de «nocius».
El moviment també és criticat per autistes que expressen el seu desig de tractament. Jonathan Mitchell, un opositor a la neurodiversitat, creu que el seu autisme li causa dolor, li impedeix casar-se, escriure bé, establir relacions i concentrar-se.

### Els «falsos» autistes
Diverses persones han assenyalat l'existència d'activistes que afirmen ser autistes, però no ho són. Jacques Hochmann qüestiona l'existència d'una forma anomenada d'autisme d'alt nivell entre almenys una part dels activistes, creient que es tracta d'una «creació social, una etiqueta proposada per la distribució mediàtica de les descripcions de Kanner i Asperger, avalada per un cert nombre de persones que troben així una sortida a la seva solitud i fer sentir, a part del registre de la malaltia, les seves dificultats existencials».
Emmanuel Dubrulle, president de l’associació SATEDI, va declarar el 2012 que havia observat «les accions de les persones que buscaven obtenir un diagnòstic i que gradualment componien un caràcter de síndrome d'Asperger i per si no n’hi hagués prou, de síndrome d'Asperger amb discapacitats pronunciades, amb problemes de parla que no existien uns mesos abans, dificultats de comprensió que tampoc existien, en definitiva, aquestes persones entrenades per semblar cada cop més afectades, de vegades arriben fins al punt d’atreure psicòlegs i psiquiatres clínics desenvolupant una personalitat superficial però que cada vegada fan més permanent». Alguns psiquiatres i psicòlegs francesos es neguen a fer el diagnòstic d’autisme a les persones que ho demanen «potser per no exposar-se a l'esforç de modificar les seves representacions o per fidelitat a les concepcions de la seva joventut, estimant que les persones que parlen avui no són autistes autèntics».
L'escriptora activista i oradora estatunidenca Rudy Simone va explicar a Time el 2011 que es va autodiagnosticar síndrome d'Asperger, sense trobar un professional de la salut que la cregués. El desembre de 2014, va escriure al seu blog que ja no considerava que pertanyia al trastorn de l'espectre autista.

### El comunitarisme i el comportament de certs activistes
Segons Josef Schovanec, la crítica a l'activisme d'autistes per part d'altres autistes és tabú. Ell mateix ha observat un comportament problemàtic. Les diverses estructures associatives gestionades per autistes experimenten els mateixos problemes de lluita pel poder i rivalitat interna que les altres associacions, els que generen odi i paranoia. Testifica haver vist alguns activistes estatunidencs que creuen en la supremacia intrínseca de les persones autistes.
Per a Jonathan Mitchell, el concepte de neurodiversitat «sovint va dirigit a un públic vulnerable», amb baixa autoestima, per la qual aquesta idea constitueix una seductora via d'escapament.
Laurent Mottron, qui dona suport a aquest moviment, creu que un risc a llarg termini seria que un nombre creixent d'activistes creuen que són mutants o superhomes.
Emmanuel Dubrulle denuncia el «joc idiota» que consisteix a «diagnosticar famosos vius o morts fa molt de temps».
Jacques Hochmann denuncia «un comunitarisme específic per als autistes».
Larry Arnold, la primera persona amb autisme a formar part del consell d'administració de la National Autistic Society al Regne Unit, lamenta que els activistes radicals desitgin formar una «comunitat autista» que viuria separada i lamenta la «ingenuïtat política» dels membres de l’associació Aspies For Freedom.